# Хэмилтон, Льюис
Сэр Лью́ис Карл Дэ́видсон Хэ́милтон MBE (англ. Sir Lewis Carl Davidson Hamilton, род. 7 января 1985, Стивенидж, Хартфордшир, Англия, Великобритания) — британский автогонщик команды «Феррари». Семикратный чемпион мира.
Хэмилтон — первый в истории гонщик Формулы-1, одержавший 100 побед и завоевавший 200 подиумов. В 2020 году он также повторил рекорд Михаэля Шумахера, выиграв 7 чемпионских титулов.
Хэмилтон родился в Стивенидже, Хартфордшир. В декабре 1995 года, в возрасте 10 лет он попросил автограф у босса команды McLaren Рона Денниса, и сказал ему: «Привет. Я Льюис Хэмилтон. Я выиграл британский чемпионат и однажды стану чемпионом Формулы-1 за рулём вашего болида». Через три года Деннис заключил с ним контракт программы поддержки молодых пилотов McLaren. После побед в Британской Формуле-Рено, Евросерии Формулы-3, и GP2 Хэмилтон дебютировал в Формуле-1 за команду «Макларен». Контракт Хэмилтона с программой поддержки пилотов McLaren сделал его самым молодым пилотом, который получил гарантированное место в Формуле-1.
Льюис Хэмилтон стал первым темнокожим пилотом в Формуле-1 (Уилли Ти Риббс тестировал болид в 1986 году) и стал первым темнокожим пилотом, кто смог одержать победу на трассе «Индианаполис Мотор Спидвей» в любой дисциплине.
В своём первом сезоне в Формуле-1 Хэмилтон установил множество рекордов, стал вице-чемпионом, проиграв всего одно очко чемпиону Кими Райкконену, зато на следующий год он стал чемпионом. Обладатель Премии имени Лоренцо Бандини и Памятного трофея Майка Хоторна. В 2014 году был признан спортсменом года по версии BBC. С 2007 по 2012 годы выступал за команду «Макларен-Мерседес», с 2013 до 2024 года — гонщик команды «Мерседес». С 2025 года — гонщик команды «Феррари».

## Ранние годы

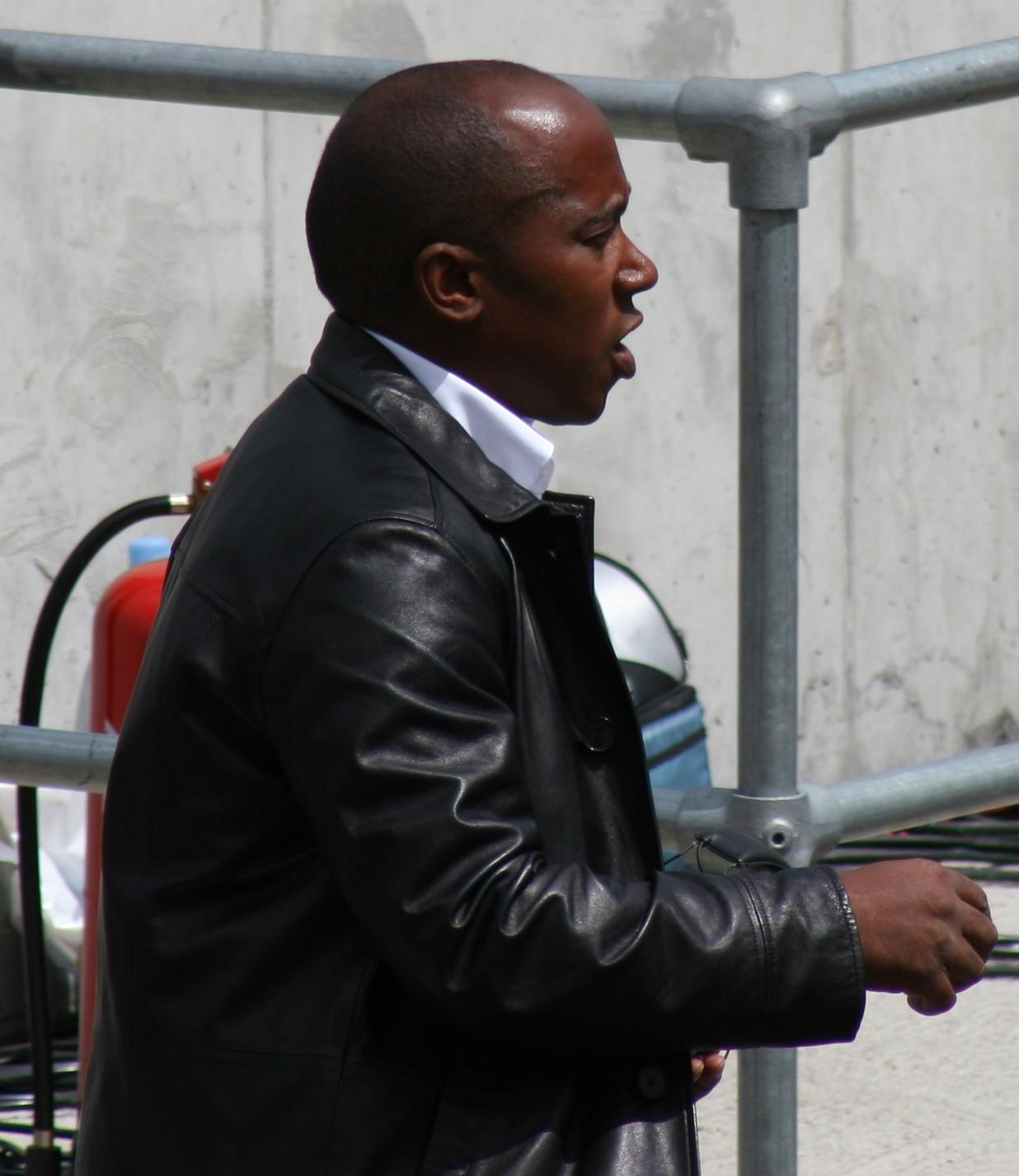
Энтони — отец Льюиса на Гран-при Великобритании 2009 года

Мать Хэмилтона, Кармен Ларбалестир (сейчас Кармен Локхарт), белая англичанка. Отец, Энтони Хэмилтон, — сын чернокожего эмигранта из Гренады. Родители дали имя Льюису в честь американского легкоатлета Карла Льюиса, выигравшего три золота на чемпионате мира 1983 года и четыре золота на Олимпийских играх 1984 года.
Родители Хэмилтона развелись, когда ему было 2 года, и он жил со своей матерью и сводными сёстрами Николой и Самантой до того момента, как ему исполнилось двенадцать. В 12 лет он начал жить со своим отцом, мачехой Линдой и единокровным братом Николасом, который болен ДЦП. В начале 2011 года Николас подписал контракт с командой «Total Control Racing», тем самым начав свою гоночную карьеру в британском кубке Рено Клио.
Интерес Хэмилтона к гонкам начал проявляться после участия в гонках радиоуправляемых машин. Его отец Энтони купил ему одну в 1991 году и Хэмилтон финишировал вторым в чемпионате BRCA на следующий год. В то время Хэмилтон говорил: «Я участвовал в гонках радиоуправляемых машин и выиграл чемпионат против взрослых». Это привело Хэмилтона в картинг. Когда ему исполнилось шесть, его отец купил ему первый карт в качестве рождественского подарка сказав ему, чтобы он поддерживал свою гоночную форму, в то время как он упорно учился в школе. Когда поддержка сына стала проблематичной, его отец уволился с должности IT-менеджера и стал подрядчиком, временами работая на трёх работах, чтобы поддержать карьеру сына и до сих пор находил достаточное время, чтобы присутствовать на всех гонках Льюиса. Позже он создал свою компьютерную компанию и работал в качестве менеджера Льюиса на постоянной основе.
Хэмилтон обучался в католической школе The John Henry Newman School, в Стивенидже, Хартфордшир. Он улучшил свои футбольные навыки, играя в школьной команде с будущим полузащитником сборной Англии по футболу Эшли Янгом. Хэмилтон говорил, что если бы не Формула-1, он бы стал футболистом или игроком в крикет, которым он также занимался, учась в школе. В феврале 2001 года Хэмилтон начал обучаться в «Cambridge Arts and Sciences» (CATS), частном «колледже шестого класса». В пять лет начал заниматься каратэ, чтобы защищать себя от издевательств в школе. Примерно в 12 лет, он научился ездить на одноколёсном велосипеде.

## Ранняя карьера

### Картинг
Хэмилтон начал выступать в картинге в 1993 году, в возрасте восьми лет, на трассе Rye House Kart Circuit, там он быстро начал одерживать победы. В 10 лет он попросил автограф у босса команды McLaren Рона Денниса, и сказал ему: «Привет. Я Льюис Хэмилтон. Я выиграл британский чемпионат и однажды буду гоняться за рулём вашего болида». Деннис написал в его книге для автографов, «Позвони мне через девять лет, мы кое-что уладим». В 1997-м, из класса Kadett он перешёл в Yamaha Junior, и Рон Деннис снова встретил его в 1998-м после того как Хэмилтон выиграл серию Super One и пришёл вторым в британском чемпионате. Деннис дал обещание Хэмилтону и заключил с ним контракт программы поддержки молодых пилотов McLaren. Контракт включал опцион на место в Формуле-1, что сделало Хэмилтона самым молодым в истории гонщиком, который заключил контракт на получение места в команде.
Льюис продолжил прогрессировать до чемпионатов Межконтинентальная А (1999), Формула-А (2000) и Формула Супер А (2001), и стал европейским чемпионом в 2000-м набрав максимум возможных очков. В KF1 и Формуле Супер А, он гонялся за команду TeamMBM.com, где его напарником был Нико Росберг, который впоследствии стал пилотом команды Williams в Формуле-1. Последовавшие картинговые успехи в BRDC сделали его членом клуба «Rising Star» в 2000 году.
В 2001-м Михаэль Шумахер принял участие в картинговом соревновании против Хэмилтона и других будущих пилотов Формулы-1 Витантонио Льюцци и Нико Росберга. Хэмилтон финишировал седьмым, в четырёх местах от Шумахера. Шумахер похвалил Хэмилтона:
Это качественный пилот, очень сильный и ему всего 16. Если он продолжит, я уверен он достигнет Формулы-1. Это что-то особенное, когда  видишь способности в столь раннем возрасте. Очевидно, что у него неплохие гоночные навыки.
В 2007 году на интернет-аукционе eBay за £42 тысячи был продан его первый карт на котором он начинал карьеру гонщика.

### Формула-Рено и Формула-3
Хэмилтон начал свою карьеру в открытых колёсах в 2001 году с зимней серии Британской «Формулы-Рено». Несмотря на аварию на третьем круге тестов, он финишировал пятым в зимней серии. Это привело к полному сезону в 2002-м Формулы-Рено UK вместе с Manor Motorsport. Хэмилтон финишировал третьим с тремя победами и тремя поул-позициями. Он остался с Manor в следующем сезоне и выиграл чемпионат с десятью победами и 419 очками, его ближайший преследователь Алекс Ллойд одержал две победы и набрал 377 очков. Обеспечив себе титул, Хэмилтон пропустил две последние гонки сезона для дебюта в финале сезона Британской Формуле-3. Здесь он был менее успешен: в первой гонке он сошёл из-за прокола, а во второй гонке он разбился и попал в госпиталь, после аварии с напарником Тором Грэйвсом. Он смог показать свою скорость на Гран-при Макао и Гран-при Кореи Формулы-3, причём в последней, несмотря на незнакомую трассу, стартовал с поула и финишировал четвёртым.
В начале 2004 года отношения Хэмилтона и McLaren были натянутыми и McLaren временно исключил его из программы поддержки. Позднее 2 марта 2004 Williams готовилась к объявлению контракта с молодым британцем, но поставщик моторов BMW отказался спонсировать Хэмилтона. Льюис после этого перезаключил контракт с McLaren и вместе с Manor в 2004 дебютировал в Евросерии Формулы-3. Он смог выиграть одну гонку и в итоге закончил сезон на пятом месте в чемпионате. Также он выиграл Гран-при Бахрейна Формулы-3 и Гран-при Макао. Хэмилтон провёл тесты за McLaren в конце 2004 года в Сильверстоуне.
Хэмилтон перешёл в команду ASM, действующего чемпиона серии в сезоне 2005 года и доминировал по ходу чемпионата, выиграв 15 этапов из 20. Он мог заработать шестнадцатую победу, но был дисквалифицирован в Спа, после не соответствия болида техническому регламенту, как и у нескольких других гонщиков. Также он выиграл Формулу-3 Мастерс в Зандворте. После этого сезона британский журнал Autosport добавил его в «Топ-50 пилотов 2005 года» расположив Хэмилтона на 24-м месте.

### GP2
После успеха в Формуле-3, он перешёл в сестринскую команду ASM — ART Grand Prix в 2006 году. Как и команда в Формуле-3, ART была лидером в серии и заработала титул в 2005-м с Нико Росбергом. Хэмилтон выиграл чемпионат с первой попытки, опередив Нельсиньо Пике и Тимо Глока.
Его самыми примечательными успехами стало доминирование на Нюрбургринге, несмотря на штраф за превышение скорости на пит-лейн. На домашнем этапе в Сильверстоуне, в рамках поддержки Гран-при Великобритании, Хэмилтон обошёл двух соперников за один обгон в «Becketts», показал быстрейшую скорость в GP2 (свыше 240 км/ч) где обгоны очень редки. Также он немало обгонял в Стамбуле, когда его развернуло и он откатился на восемнадцатое место, но в финальный поворот он уже вошёл вторым. Он выиграл титул при необычных обстоятельствах, получив финальное очко за быстрый круг, из-за того что Джорджо Пантано был наказан в основной гонке в Монце. В спринте он финишировал вторым, в то время как Пике шестым и в итоге обогнал его на 12 очков.
Завершение чемпионата GP2 совпало с вакансией в McLaren, которая последовала после ухода Хуана Пабло Монтойи в NASCAR и Кими Райкконена в Ferrari. После месяцев предположений насчёт Хэмилтона, Педро де ла Росы или Гэри Паффетта в качестве напарника действующего чемпиона мира Фернандо Алонсо в 2007-м, Хэмилтон был подтверждён в качестве второго пилота команды. В McLaren ему объявили о решении 30 сентября, но новость не сообщали вплоть до 24 ноября, боясь оказаться в тени ухода Михаэля Шумахера.

## Карьера в Формуле-1

### Карьера в McLaren (2007—2012)

#### Сезон 2007

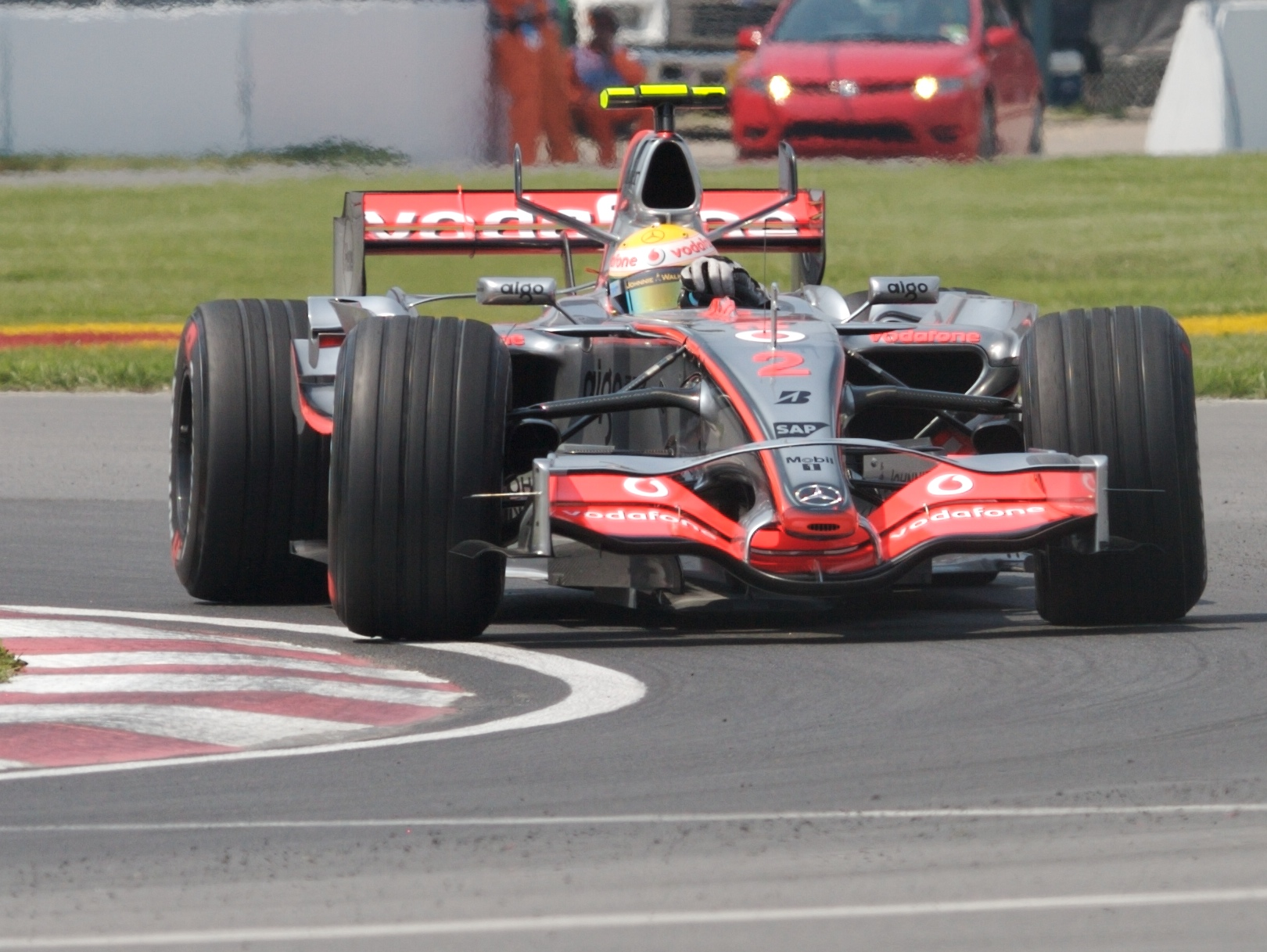
Первая победа Хэмилтона на Гран-при Канады 2007 года

После успешных выступлений в чемпионате GP2 протеже команды McLaren Льюиса Хэмилтона в прессе появилась информация о том, что гонщик может получить место основного гонщика британской команды при условии, что Кими Райкконен покинет её по окончании сезона 2006 года. До начала сезона 2007 года команда McLaren объявила о том, что напарником двукратного чемпиона Фернандо Алонсо станет Льюис Хэмилтон.
Его дебют состоялся на Гран-при Австралии, он квалифицировался четвёртым и финишировал третьим, став тринадцатым пилотом Формулы-1 кто смог финишировать на подиуме в дебютной гонке (исключая тех, кто принял участие в самом первом зачётном Гран-при чемпионатов мира). На Гран-при Малайзии, он снова стартовал четвёртым, на старте смог обойти двух пилотов Ferrari, Фелипе Массу и Кими Райкконена, и впервые в карьере показал быстрейший круг в гонке. В Бахрейне Хэмилтон впервые стартовал с первого ряда стартового поля, квалифицировавшись и финишировав вторым позади Массы. Льюис снова финишировал вслед за Фелипе на Гран-при Испании и стал лидером чемпионата. Это означало что он превзошёл рекорд Алонсо и стал самым молодым лидером чемпионата в истории.

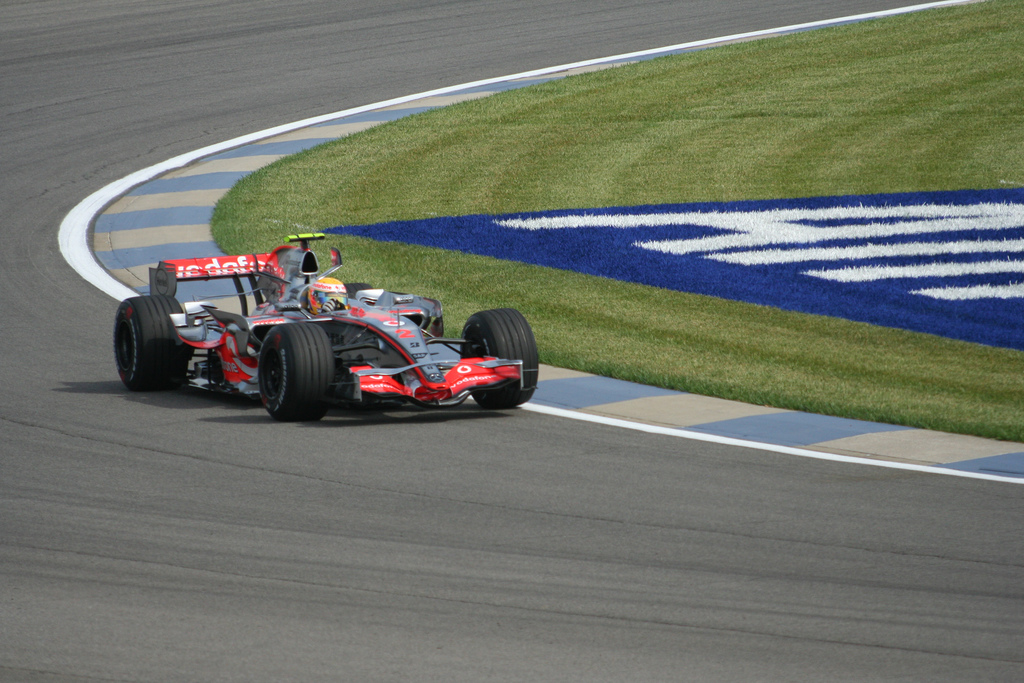
Хэмилтон после завоевания поула на Гран-при США 2007 года

Хэмилтон финишировал вслед за Алонсо в Монако и впоследствии были слухи что ему запретили бороться с напарником. FIA сняла обвинения с McLaren после расследования.
Хэмилтон заработал свою первую поул-позицию и первую победу на Гран-при Канады в Монреале. Он лидировал большую часть гонки даже несмотря на то что сейфти-кар появлялся четыре раза и сокращал разрыв между ним и преследовавшими его пилотами. Неделю спустя Льюис выиграл Гран-при США, также с поула, став первым британцем со времён Джона Уотсона в 1983-м, кто смог победить в США, и вторым после Жака Вильнёва, кто смог одержать более одной победы в дебютном сезоне.
Он финишировал третьим в Маньи-Куре позади пилотов Ferrari Райкконена и Массы, Хэмилтон продолжал лидировать в личном зачёте, опережая ближайшего преследователя на 14 очков. Впервые в карьере он финишировал на позиции ниже чем стартовал, и первый раз когда его обогнали в Формуле-1. Он взял поул-позицию на домашнем этапе в Сильверстоуне и лидировал первые 16 кругов, но соскользнул на третье место, отстав на 40 секунд от Райкконена и Алонсо.
Во время квалификации Гран-при Европы Хэмилтон разбился в «шикане Шумахера» из-за проблем с гайками на колесе. Его отвезли в нюрбургский госпиталь, надели кислородную маску, но он был в сознании. Он не мог продолжить квалификацию, и его время превзошли все участники третьей части квалификации. В итоге он стартовал десятым. После последней медицинской проверки в воскресенье утром, Хэмилтон был допущен к гонке. Во время ливневой гонки, которую остановили красным флагом, Хэмилтона закрутило, тем не менее его двигатель не заглох, ему помогли выбраться и он принял участие в рестарте. Девятое место стало первым финишем не на подиуме и без очков, в то время претенденты на титул Алонсо и Масса сократили разрыв от Хэмилтона в чемпионате.
Хэмилтон выиграл Гран-при Венгрии с поул-позиции полученной после спорной квалификации. Алонсо установил быстрейшее время, но получил штраф за блокировку Хэмилтона на пит-стопе, не дав отправиться на последний круг и стартовал шестым. Кими Райкконен отстал на пять секунд от Хэмилтона. McLaren были лишены очков в кубке конструкторов за гонку из-за инцидента в квалификации.

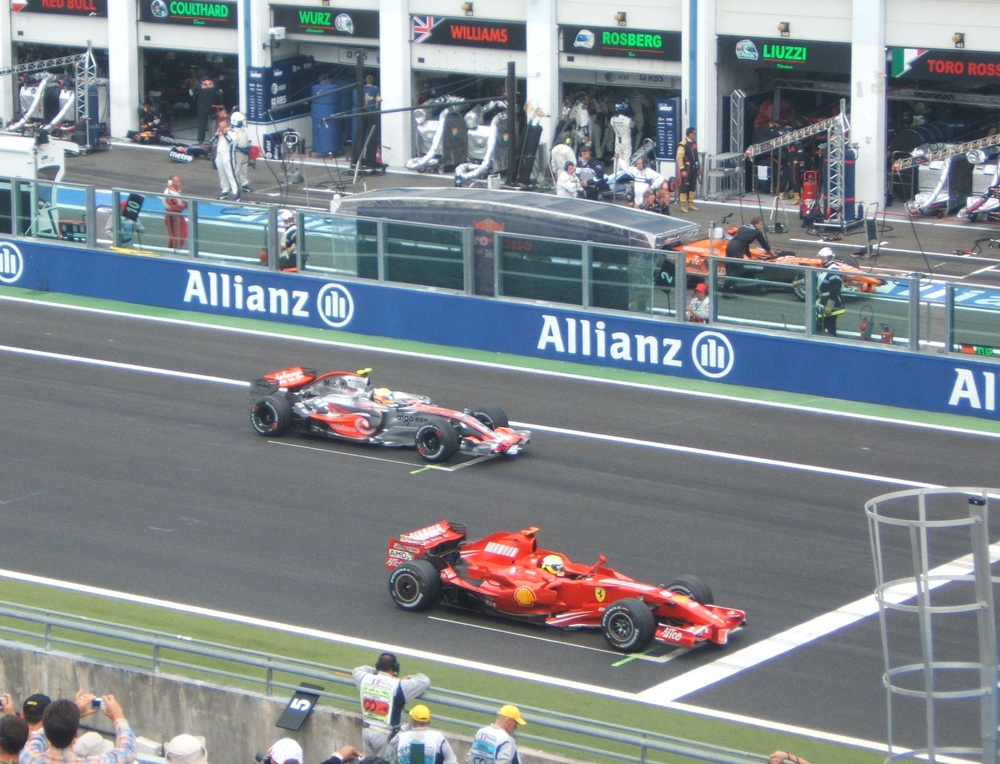
Старт Хэмилтона на Гран-при Франции 2007 года позади Ferrari Фелипе Массы

После объявления Хэмилтон восстановил отношения с Алонсо, Хэмилтон квалифицировался вторым в Турции. После потери одного места на старте гонки, Хэмилтон шёл третьим, и за 15 кругов до финиша казалось он приедет на подиум, но прокол правой передней покрышки заставил его заехать на пит-стоп, и он приехал пятым, а его лидирование в чемпионате сократилось.
Алонсо обошёл Льюиса на Гран-при Италии и Бельгии, оставив двухочковый отрыв лидирования британца в борьбе за титул. Тем не менее, Хэмилтон довёл отрыв до 12-и очков после победы на Гран-при Японии, где в ливень Алонсо попал в аварию. Перед следующей гонкой Хэмилтон находится под наблюдением стюардов из-за инцидента позади сейфти-кара, где Себастьян Феттель и Марк Уэббер, разбились из-за замедлившегося болида McLaren. Трио решило проблемы во время уик-энда Гран-при Китая.
После обеспеченной поул-позиции в Китае, в меняющихся погодных условиях, Хэмилтон сошёл в гонке. Он испытал значительный износ шин, особенно на переднем правом колесе, и попал в гравийную ловушку у въезда в пит-лейн. Это был первый сход Хэмилтона в карьере. Позже стало известно, что Bridgestone предупреждали McLaren об износе и там ему дали распоряжение отправиться на пит-стоп, но это не помогло. Сам Хэмилтон не мог описать степень проблемы с шинами из-за капель дождя в его боковых зеркалах. К финальной гонке отрыв Хэмилтона был в четыре и семь очков над Алонсо и Райкконеном соответственно.

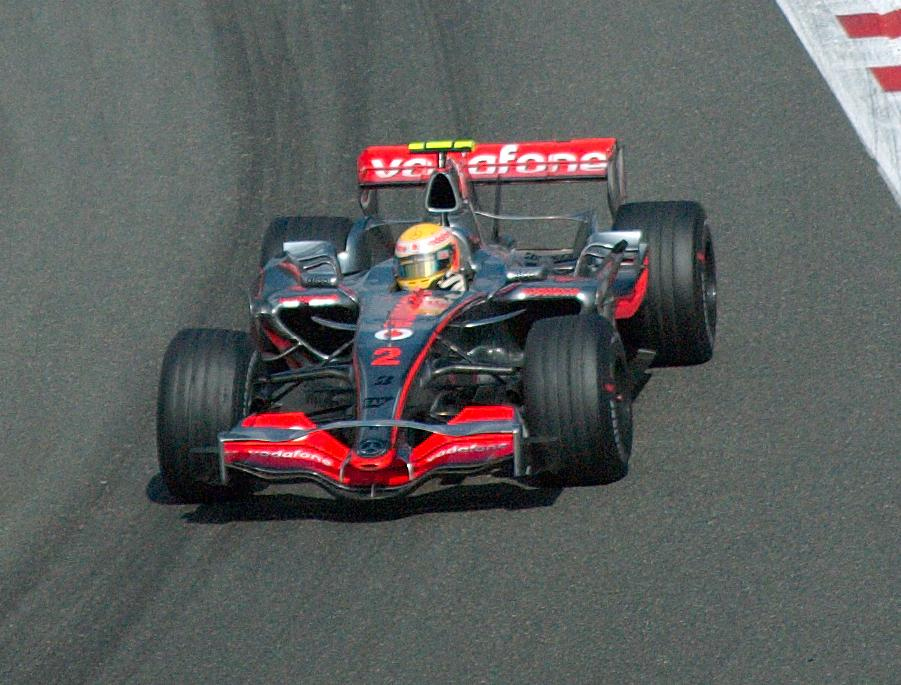
Хэмилтон на четвёртом месте Гран-при Бельгии 2007 года

На Гран-при Бразилии он не смог финишировать в ранге чемпиона, финишировал он всего седьмым, после восемнадцатого места в худшей части гонки. Падение на восемнадцатое место произошло из-за двух инцидентов. Сначала его обогнал Райкконен и он был окружён Массой и Райкконеном при входе в первый поворот, а в третьем повороте его обошёл Алонсо. Хэмилтон попытался контратаковать в четвёртом повороте, но вылетел с трассы и потерял четыре места. Вторая проблема появилась на девятом круге, когда в коробке передач произошёл сбой и 40 секунд болид двигался по инерции. Большую часть гонки Масса лидировал, а Райкконен шёл вторым. В связи с этим Хэмилтон должен был увидеть финишный флаг на седьмой позиции, в ранге чемпиона мира. Но после второй волны пит-стопов, Райкконен пересидел Массу и стал лидировать. На оставшихся кругах Райкконен не допустил ошибок и стал чемпионом. После гонки журналист монреальской газеты «La Presse» привел слова Хэмилтона о том, что Льюис сам перезагрузил болид, нажав не ту кнопку. Однако команда это не подтвердила. А спустя несколько дней журналист сознался в клевете и принёс извинения. Позже стало доступно и видео с телеметрией, на котором отчётливо видно, что вины Хэмилтона в сбое коробке передач нет никакой. Данное видео и сейчас доступно на сервисе Youtube.
21 октября 2007 года FIA объявила о расследовании, связанном с температурой топлива в болидах BMW Sauber и Williams. Пилоты BMW финишировали пятым и шестым и их исключение из протокола могло сделать Хэмилтона чемпионом и у него было бы на одно очко больше чем у Райкконена. В итоге штрафа не последовало, и McLaren официально подала апелляцию.
Хэмилтон заявлял в интервью BBC что он не хочет становиться чемпионом через дисквалификации.
Перед финалом чемпионата Хэмилтон ответил на вопрос, что для него будет означать становление первым темнокожим чемпионом: «Это покажет что не только люди со светлой кожей смогут побеждать, но и темнокожие, индийцы, японцы и китайцы. Хорошо, если это будет что-то значить». Сделав немного общественных замечаний о его этнической принадлежности с того момента как стал пилотом Формулы-1, Хэмилтон добавил: «За пределами Формулы-1 моими героями являются: прежде всего мой отец, потом Нельсон Мандела и Мартин Лютер Кинг. Быть темнокожим не отрицательно. Это положительно, во всяком случае потому что я другой. В будущем это откроет и другим странам дорогу в моторные виды спорта».

#### Напряжённые отношения в команде

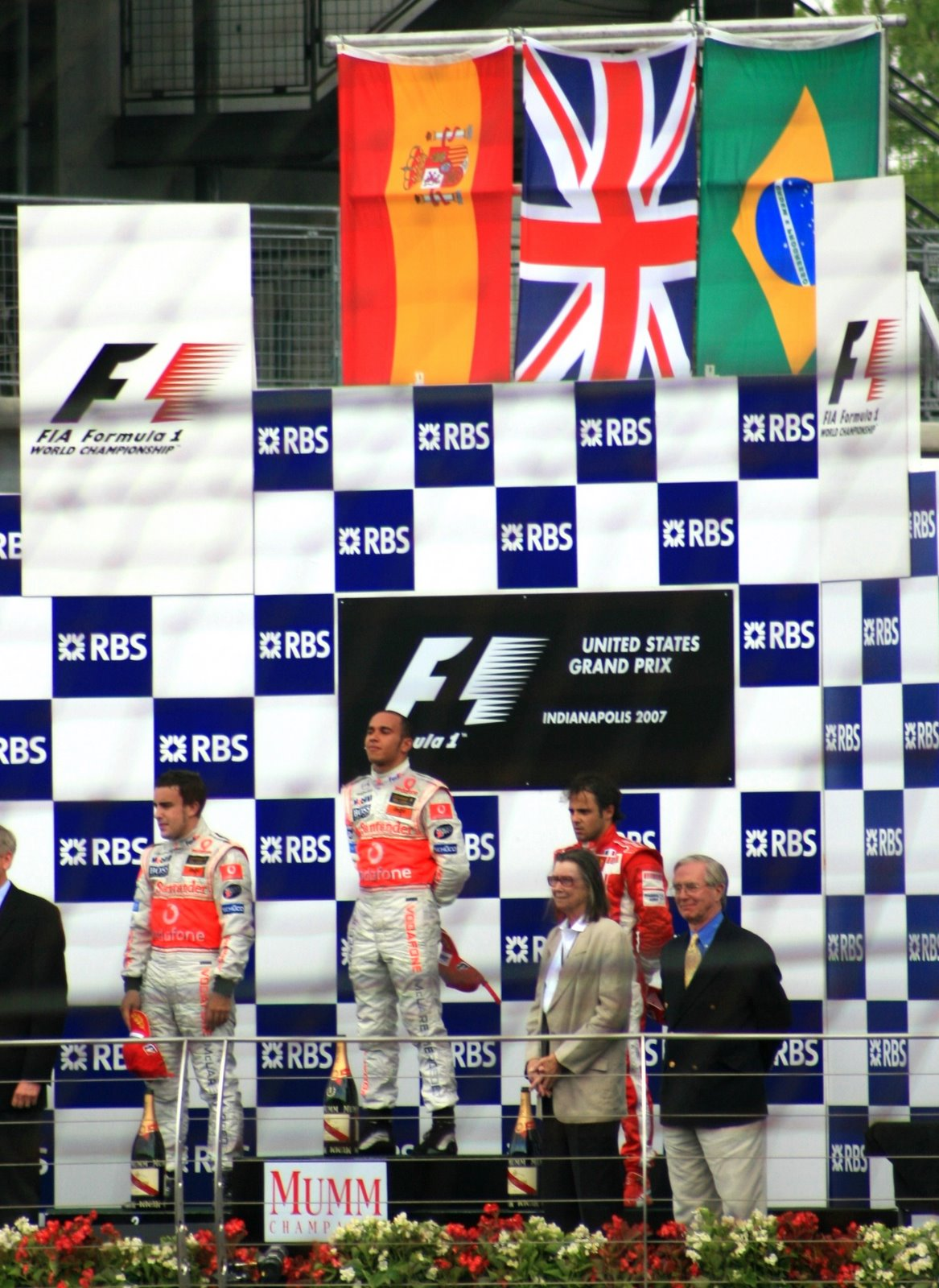
Хэмилтон на высшей ступени подиума после победы на Гран-при США 2007 года. Он обогнал своего напарника Фернандо Алонсо (слева) и Фелипе Массу (справа)

Начало отношений Хэмилтона с боссом команды McLaren Роном Деннисом датируются 1995 годом, первым признаком недовольства Хэмилтона его командой стало второе место в Монако в 2007 году. В комментариях Хэмилтона после гонки сообщалось что его попросили «прикрывать тылы» напарника, и FIA инициировала расследования подозревая McLaren в командной тактике. В McLaren отрицали работу на двукратного чемпиона мира Фернандо Алонсо, и FIA впоследствии заявила, что: «В McLaren выбрали оптимальную стратегию для обоих болидов поскольку они опережали все остальные. И они не сделали ничего, что могло повлиять на исход гонки».
Напряжённые отношения в команде вновь проявились на Гран-при Венгрии 2007 года. Во время заключительной части квалификации Хэмилтон застрял за Алонсо и не смог установить финальное время до конца сессии. В McLaren указали что Хэмилтон не выполнил предписанные инструкции и отказался пропустить в самом начале квалификации Алонсо. Алонсо наказали и он стартовал с шестого места на стартовой решётке, таким образом Хэмилтон (который первоначально был квалифицирован вторым) передвинулся на первую стартовую позицию, а команда McLaren была лишена очков в кубке конструкторов за этот Гран-при. Хэмилтон сказал что думает что штраф Алонсо был: «это лучше чем ничего» и лишь сожалел о потере очков в кубке конструкторов. Также сообщалось что Хэмилтон ругался на Денниса по командному радио после инцидента. Британский журнал Autosport заявил что это вынудило Денниса выкинуть его наушники на пит-лейн (некоторыми это было неверно истолковано как реакция на поул Алонсо). Тем не менее McLaren позже сделала заявление от лица Хэмилтона, в котором отрицались любые сложности. В результате после этих Гран-при отношения между Хэмилтоном и Алонсо временно усугубились, и они в течение некоторого времени не разговаривали. Впоследствии сообщалось что Лука ди Монтедземоло намеревался взять его в Ferrari на сезон 2008 года.
После расследования стюардами инцидента на Гран-при Японии 2007 года Алонсо инсинуировал, что приговор уладил чемпионат в пользу Хэмилтона, заявив: «Я не думаю об этом чемпионате больше, он был решён за пределами трассы. У брифинга пилотов нет никакой цели. Вы идёте туда, чтобы услышать то, что Чарли Уайтинг и другие чиновники говорят. У двадцати одного пилота есть одно мнение, а у Чарли и чиновников другое, и это похоже на разговор со стеной».
Конкуренция между Хэмилтоном и его напарником Алонсо породила слухи об уходе одного из них из McLaren в конце сезона 2007 года Алонсо и McLaren впоследствии разорвали контракт 2 ноября 2007 года.

#### Сезон 2008

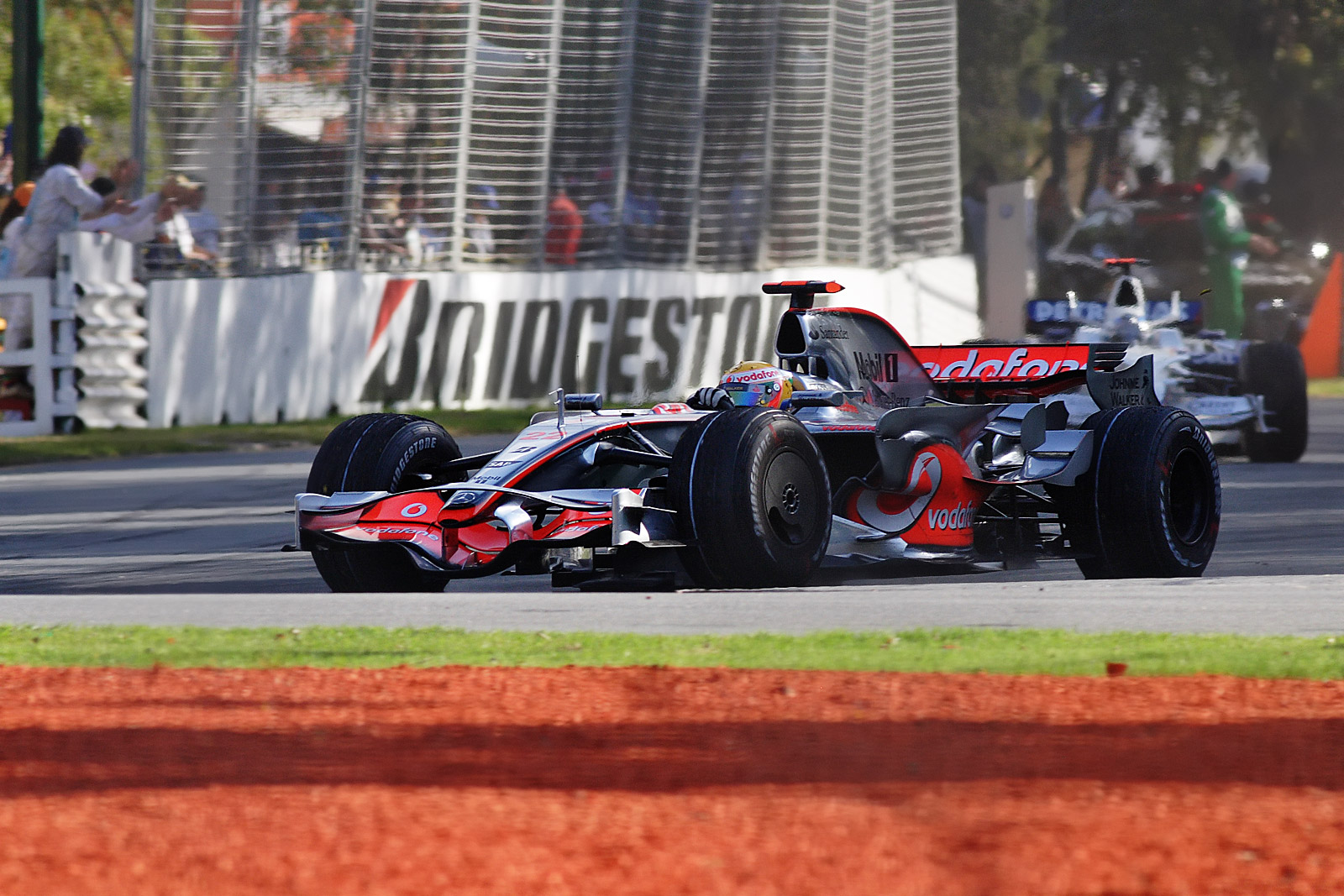
Хэмилтон побеждает в первой гонке сезона в Мельбурне

14 декабря 2007 года было подтверждено, что Хейкки Ковалайнен, который гонялся за Renault в 2007 будет управлять вторым болидом McLaren-Mercedes в сезоне 2008 года вместе с Хэмилтоном. В январе 2008 Хэмилтон заключил новый многомиллионный пятилетний контракт с McLaren-Mercedes, где он останется вплоть до 2012 года.
Хэмилтон выиграл первую гонку сезона 2008 Гран-при Австралии, стартовав с поула. Во второй гонке сезона на Гран-при Малайзии, в котором британец мог рассчитывать на второе место, он финишировал лишь пятым после продолжительного сражения с Марком Уэббером и Ярно Трулли, поскольку в квалификации его наказали потерей пяти мест за блокировку, а на пит-стопе механик никак не мог закрутить колёсную гайку. В третьей гонке сезона на Гран-при Бахрейна всё шло против Хэмилтона, машины McLaren серьёзно уступали не только Ferrari, но и BMW Sauber, а Льюис ещё и разрушил свой болид на практике. В квалификации он участвовал на запасном шасси и показал третье время, но проблемы с коробкой передач на старте стоили Хэмилтону множества мест. Пытаясь отыграть хотя бы что-то, он врезался в заднюю часть болида Renault Алонсо и финишировал 13-м. Это привело к тому, что в зачёте пилотов он потерял лидерство и уступил его Кими Райкконену и Нику Хайдфельду.

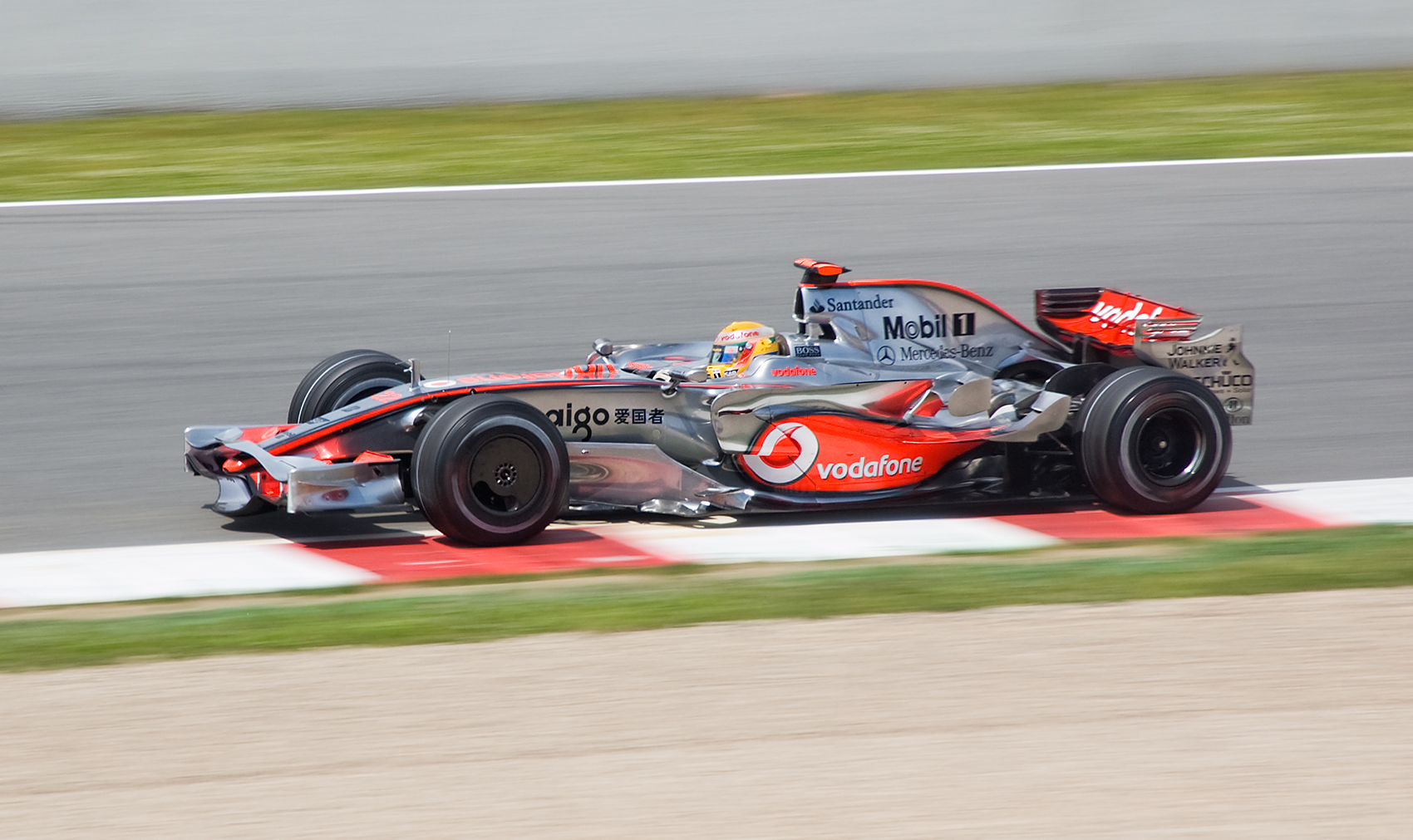
Хэмилтон на Гран-при Испании, где он занял третье место

На трассе в Барселоне Хэмилтон смог минимизировать потери в чемпионате: благодаря прекрасному старту, он опередил Кубицу и вернулся на подиум, уступив лишь команде Ferrari. Хэмилтон финишировал вторым на Гран-при Турции 11 мая 2008 года. Он заявил что это была лучшая из гонок, в которых он принимал участие. Заявил неслучайно: хитрая тактика трёх пит-стопов, против двух у всех остальных, позволила Хэмилтону опередить одну из Ferrari (Райкконена). Гонку в Монако Хэмилтон рассматривал, как последний шанс удержаться в борьбе с пилотами Ferrari, и дождь ему очень сильно помог: Хэмилтон выиграл эту гонку и благодаря провалу пилотов Ferrari снова стал лидером личного зачёта.
Свой особенный талант Хэмилтон проявил в квалификации Гран-при Канады, всего три человека в тот день смогли чрезвычайно агрессивным пилотажем прогреть шины на холодной и очень скользкой монреальской трассе — Хэмилтон, Росберг и Алонсо. В гонке всё шло прекрасно, Хэмилтон опять моментально поднял покрышки до рабочей температуры и ушёл в отрыв, а его преследователи промучились с ними пятнадцать кругов. Но в конечном итоге Хэмилтон сам всё испортил. После заминки на пит-стопе он оказался позади Райкконена и врезался в заднюю часть его болида из-за того что не смог заметить, что финн тормозит на красный сигнал на выезде с пит-лейна. Оба болида сошли, и Хэмилтон получил штраф в десять позиций на старте Гран-при Франции, будучи признан виновным в этой аварии. Хэмилтон был лидером чемпионата, но впереди были две гонки, в которых с Ferrari было не справиться. В гонке Хэмилтон обогнал Себастьяна Феттеля в шикане первого круга, но пропустил апекс и получил штраф проезд через пит-лейн, который он провёл на 13-м круге, и финишировал 13-м. В Гран-при Великобритании Хэмилтона спас дождь. Стартовав с четвёртого места, он выиграл, опередив Райкконена на круг, а Массу на два. На пресс-конференции Хэмилтон заявил, что это одна из самых сложных и значимых побед для него.

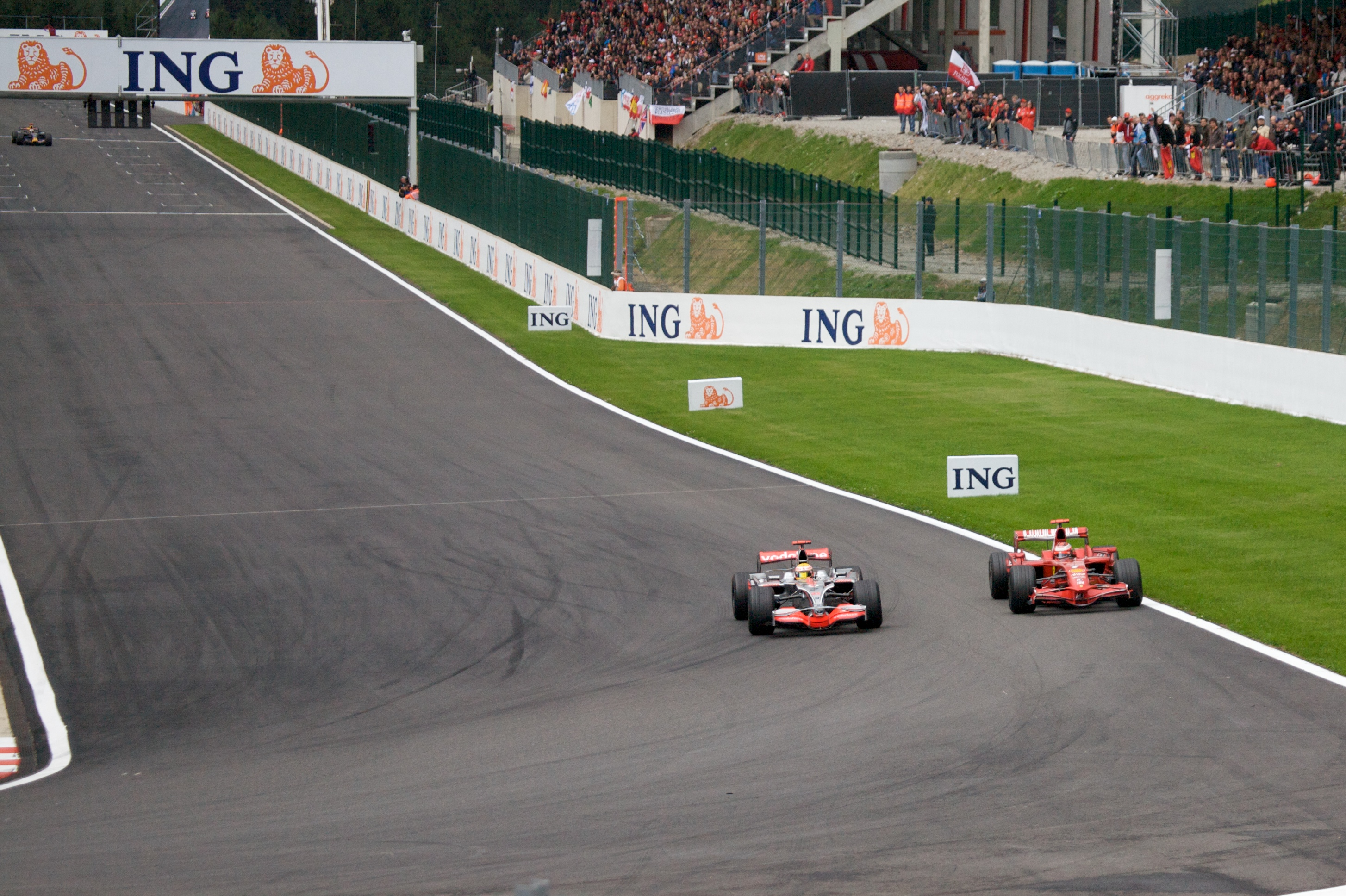
Хэмилтон получил штраф на Гран-при Бельгии 2008 года за обгон Кими Райкконена после среза шиканы. Стюарды решили что он получил незаконное преимущество и штраф отбросил его с первого на третье место

На следующей гонке в Хоккенхайме Хэмилтон стартовал с поула, создал 11-и секундный отрыв от шедшего вторым Фелипе Массы в начале гонки. После остановки на пит-стоп в McLaren решили оставить Хэмилтона на трассе, когда появился автомобиль безопасности. Это было очень серьёзной ошибкой. После финальной дозаправки он обнаружил себя на пятом месте. Четвёртым Хэмилтон стал, обогнав Ковалайнена. После пит-стопа Хайдфельда — третьим. Он догнал Массу и жёстким манёвром опередил его в шпильке. Тактика одного пит-стопа вывела Нельсиньо Пике в лидеры гонки, но Хэмилтон обогнал и его и оторвался, при этом Пике так и не подпустил к себе Массу, подарив Хэмилтону два лишних очка отрыва в чемпионате.
Хэмилтон выиграл уже третью из трёх дождевых гонок, на этот раз в Бельгии, тем не менее последовал штраф за срез шиканы и последовавший обгон Кими Райкконена. В McLaren заявили, что по телеметрии Хэмилтон пропустил Райкконена, но ему дали штраф и прибавили 25 секунд к итоговому времени, и в итоговом протоколе он оказался третьим. В результате победа досталась главному сопернику в борьбе за титул — Массе. Лидирование Хэмилтона сократилось до двух очков, но последовала апелляция от McLaren во Всемирный совет по автоспорту, которая был отвергнута из-за того, что это наказание нельзя было оспорить. Гран-при Италии выиграл Себастьян Феттель из Scuderia Toro Rosso. Масса и Хэмилтон финишировали шестым и седьмым соответственно. Это сократило лидирование Хэмилтона ещё на одно очко. Хэмилтон финишировал третьим на ночном Гран-при Сингапура. Масса не набрал очков, что позволило Хэмилтону увеличить лидирование до семи очков.
На Гран-при Японии Хэмилтон заработал поул-позицию. Масса смог квалифицироваться лишь пятым. На старте Райкконен обошёл Хэмилтона, но Хэмилтон, перетормаживая в первом повороте, поравнялся с Райкконеном и вышиб его с траектории, за что позднее получил штраф в виде проезда по пит-лейн. На втором круге Хэмилтон обогнал Массу, но бразилец контратаковал и в седьмом повороте, срезая шикану, поравнялся с ним, произошёл контакт, машину Хэмилтона развернуло, и он вынужден был пропустить весь пелотон, после чего поехал в боксы, поменял шины и заправил полный бак. За инцидент Масса позднее был оштрафован проездом по пит-лейн. В итоге Хэмилтон финишировал лишь 12-м. Тем не менее Масса финишировал седьмым после штрафа Себастьена Бурде из Scuderia Toro Rosso. Это означало, что Хэмилтон на пять очков опережал Массу.

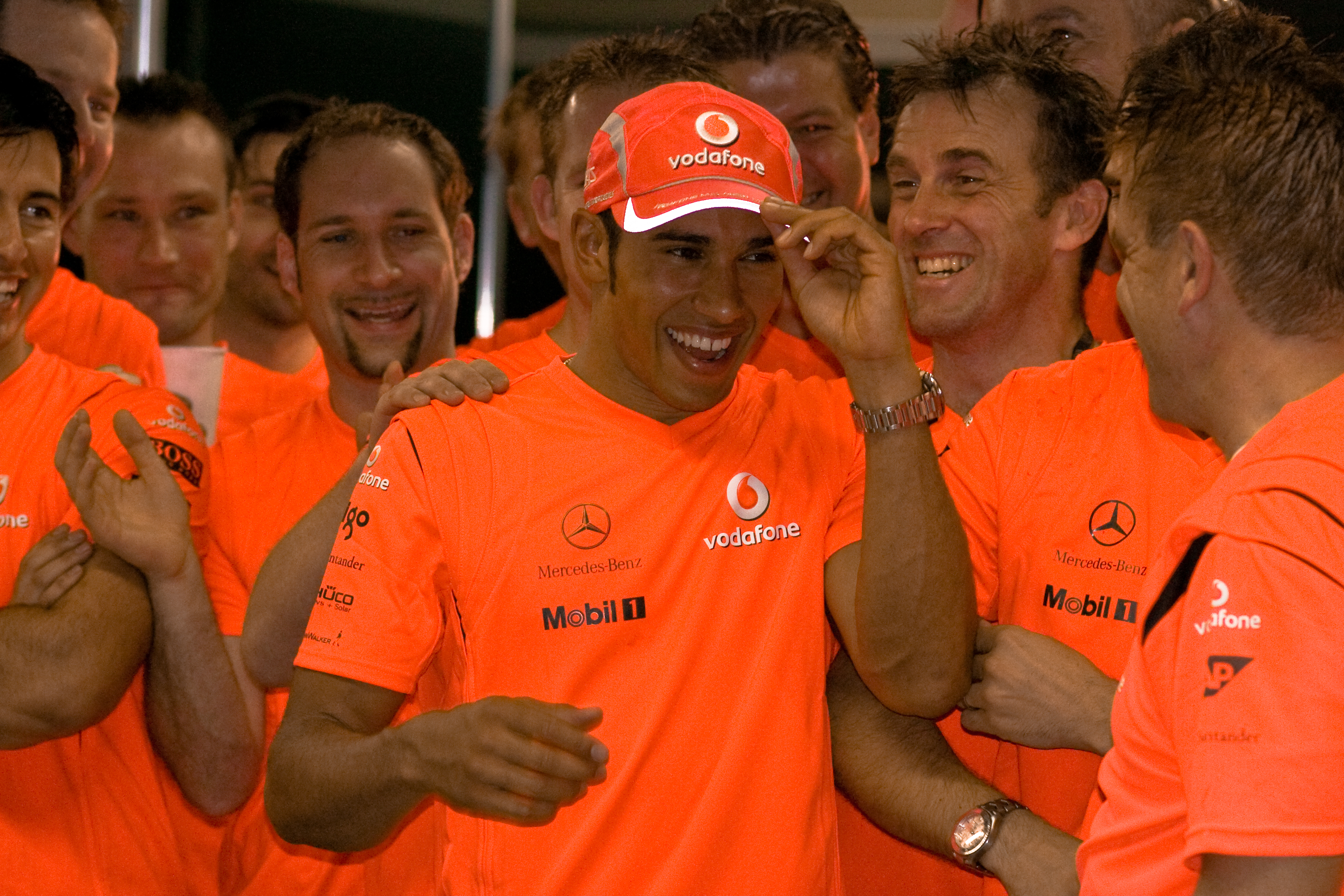
Хэмилтон вместе со своей командой празднует чемпионский титул

В предпоследней гонке сезона на Гран-при Китая 2008 года, Хэмилтон был намного быстрее остальных на тренировках и заработал поул-позицию. Он выиграл гонку и опередил Фелипе Массу и Кими Райкконена, доведя отрыв до семи очков в личном зачёте.
Хэмилтону требовалось финишировать хотя бы пятым на Гран-при Бразилии 2008 года, чтобы обеспечить чемпионский титул. Он ехал максимально осторожно и шёл четвёртым, но после небольшого дождя за несколько кругов до финиша ошибся, перейдя на дождевую резину, и его обошли Себастьян Феттель из Scuderia Toro Rosso и Тимо Глок из Toyota. Если бы гонка завершилась в тот момент, Масса заработал бы чемпионский титул. Но в последнем повороте, под усиливающимся дождём, сначала Феттель, а затем Хэмилтон опередили Глока. Хэмилтон вернулся на пятое место и в итоге обогнал Массу на одно очко в борьбе за титул. Обгон Хэмилтона случился уже после того, как Масса пересёк финишную линию, и стал пилотом, одержавшим наибольшее количество побед в 2008 году.
Хэмилтон стал самым молодым чемпионом Формулы-1, а также первым темнокожим чемпионом Формулы-1.

#### Расистские оскорбления
4 февраля 2008 года Льюис Хэмилтон был оскорблён во время предсезонных тестов в Барселоне в Каталонии несколькими испанскими зрителями, которые нанесли чёрную краску на лицо, чёрные парики, а также рубашки с надписью «Hamilton’s family» (рус. семья Хэмилтона). Хэмилтон стал очень непопулярным в Испании после соперничества с Фернандо Алонсо. FIA предупредила испанские власти о недопустимости такого поведения. Реагируя на это поведение, 13 февраля 2008 FIA анонсировала кампанию «Race Against Racism» (рус. Гонки против расизма).
Незадолго до Гран-при Бразилии 2008 года веб-сайт, принадлежавший испанской ветви находящегося в Нью-Йорке рекламного агентства TBWA, и названный «Pincha la rueda de Hamilton» (рус. Взорви шину Хэмилтона), освещался в средствах массовой информации. Веб-сайт содержал анимированное изображение Интерлагоса, который позволял оставлять гвозди и дикобразов на пути болида Хэмилтона. Среди тысячи оставленных комментариев, направленных против Хэмилтона начиная с 2007, также было несколько с расистским подтекстом. Его соперник Фернандо Алонсо осудил фанатов-расистов.

#### Сезон 2009

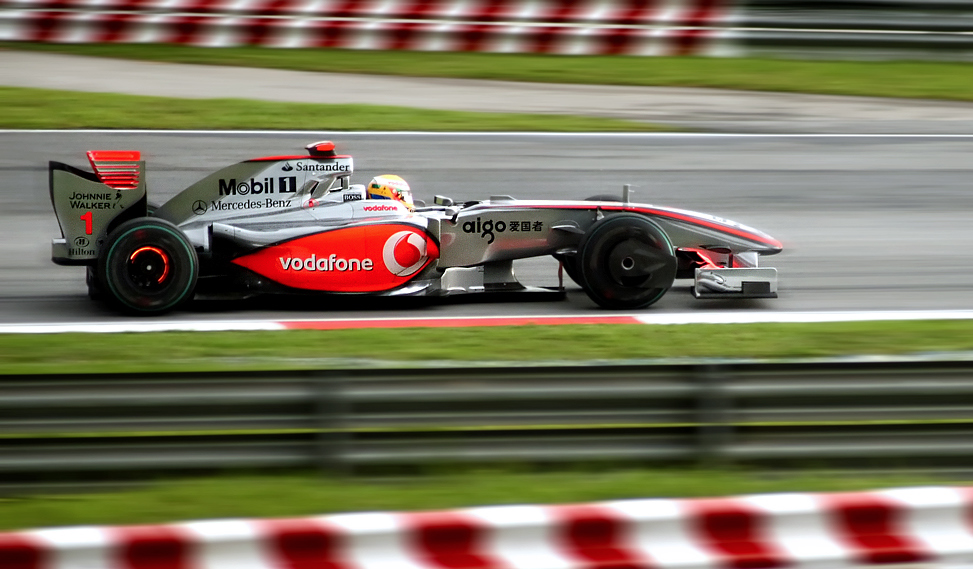
Хэмилтон управляет болидом McLaren на Гран-при Малайзии 2009 года

После победы в чемпионате в предыдущем сезоне Формулы-1, Хэмилтон намеревался защитить титул в 2009 году.
Спустя всего год после победы на Гран-при Австралии 2008 года с поул-позиции Хэмилтон начал свой сезон со второго с конца ряда стартового поля. После проблем с коробкой передач в квалификации на первом этапе Гран-при Австралии 2009 года в McLaren решили заменить коробку передач, и получили штраф в пять позиций. Хэмилтон продвинулся на восемнадцатое место после штрафа пилотов Toyota Тимо Глока и Ярно Трулли за гибкое заднее антикрыло. Стартовав с 18-го места Хэмилтон совершил много обгонов. После середины дистанции казалось, что у Хэмилтона есть шансы финишировать с очками. После некоторых ключевых обгонов Хэмилтон извлёк выгоду из аварии пилота Red Bull Себастьяна Феттеля и пилота BMW Sauber Роберта Кубицы, переместившись на четвёртое место, на котором он первоначально и финишировал. Он получил третье место после штрафа Ярно Трулли за обгон Хэмилтона во время нахождения на трассе автомобиля безопасности. Во время слушаний стюардов после гонки, Хэмилтон и представители McLaren говорили стюардам, что не давали приказа пропустить Трулли, но воспроизведение записи переговоров McLaren показало, что это не так. Хэмилтон был дисквалифицирован за намеренное введение в заблуждение стюардов гонки.
Позднее Хэмилтон лично извинился перед гоночным директором FIA Чарли Уайтингом за ложь перед стюардами.

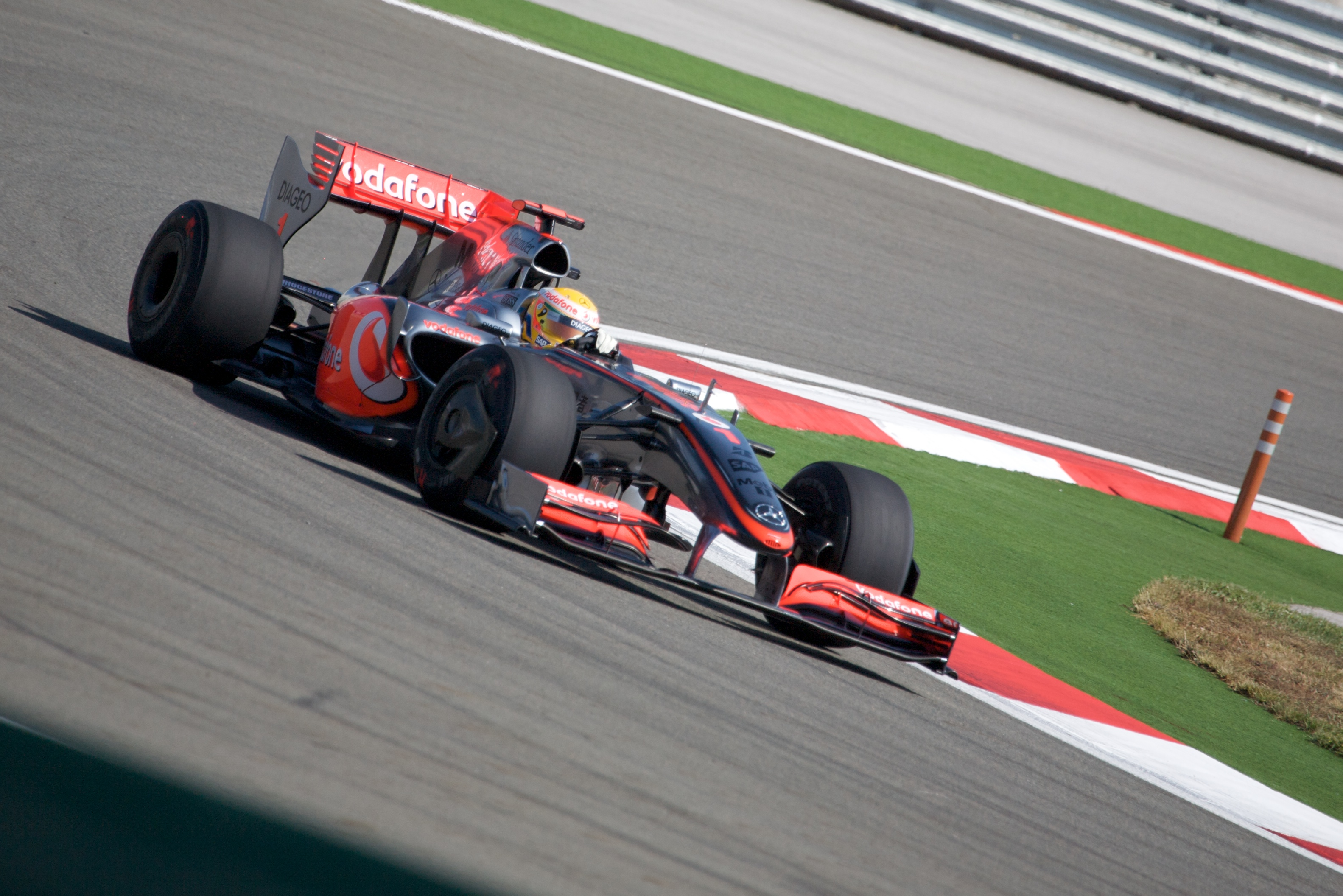
Хэмилтон управляет болидом McLaren на Гран-при Турции 2009 года

Во второй гонке сезона в Малайзии он финишировал седьмым в ливневой гонке, остановленной после 33 кругов. Хэмилтон получил половину от причитающихся очков из-за того, что было пройдено менее 75 % запланированной гоночной дистанции.
Хэмилтон квалифицировался девятым на дождливом Гран-при Китая, в котором он немало обгонял, но терял места после разворота на изношенных покрышках. Один из таких разворотов позволил напарнику Ковалайнену обойти его, но Хэмилтон смог добиться более хорошего результата после аварии шедшего шестым Адриана Сутиля, именно на этой позиции Льюис и пришёл к финишу.
Четвёртой гонкой сезона стал Гран-при Бахрейна. После старта с пятого места Хэмилтон то откатывался назад, то прорывался вперёд, в итоге финишировал на четвёртом месте, набрав пять очков. В Испании он пришёл девятым, а в Монако, сумев показать быстрейший первый сектор, разбился в первой части квалификации и финишировал 12-м. В Турции он снова остался в первой части квалификации, в то время как напарник прошёл во вторую. В гонке Хэмилтон не прогрессировал и финишировал лишь 13-м впереди Ковалайнена, но он был самым медленным из McLaren в течение всего уик-энда. На домашнем Гран-при Великобритании Хэмилтон не успел улучшить своё время в первой части квалификации из-за аварии Сутиля, стартовал предпоследним и финишировал лишь шестнадцатым. Обновления пришли с Германии, за счёт этого Хэмилтон смог квалифицироваться на высоком пятом месте, но на старте гонки проколол заднюю правую шину, и в итоге финишировал лишь на 18-м месте. На Гран-при Венгрии, благодаря хорошему старту и высокой скорости, Хэмилтон одержал свою десятую победу в Формуле-1 и вторую в Венгрии, а также первую в сезоне. Примечательной эта гонка была ещё тем, что это была первая победа на болиде, оборудованном системой KERS. Мог Льюис выиграть и Гран-при Европы, но его команда совершила ошибку, когда механики во время пит-стопа вынесли не тот комплект резины. Хэмилтон потерял около 10 секунд и пришёл на финиш вторым. На Гран-при Бельгии Льюис квалифицировался 12-м, а на старте гонки оказался втянутым в аварию и сошёл.
В Монце Льюис взял поул. Но в гонке, идя на третьем месте разбил машину на последнем круге, тем не менее он был классифицирован 12-м. Зато во втором в истории Сингапуре он одержал вторую победу в сезоне, при этом стартовав с поул-позиции. В Японии он и квалифицировался и финишировал третьим, в Бразилии он плохо квалифицировался (лишь 18-е место), но отлично провёл гонку, прорвавшись на нижнюю ступеньку подиума. В заключительной гонке сезона он взял поул, но сошёл на 21-м круге из-за проблем с тормозами. В итоге в общем зачёте он занял 5-е место, набрав при этом 49 очков.

#### Сезон 2010
Новым напарником Хэмилтона по команде стал чемпион 2009 года Дженсон Баттон.

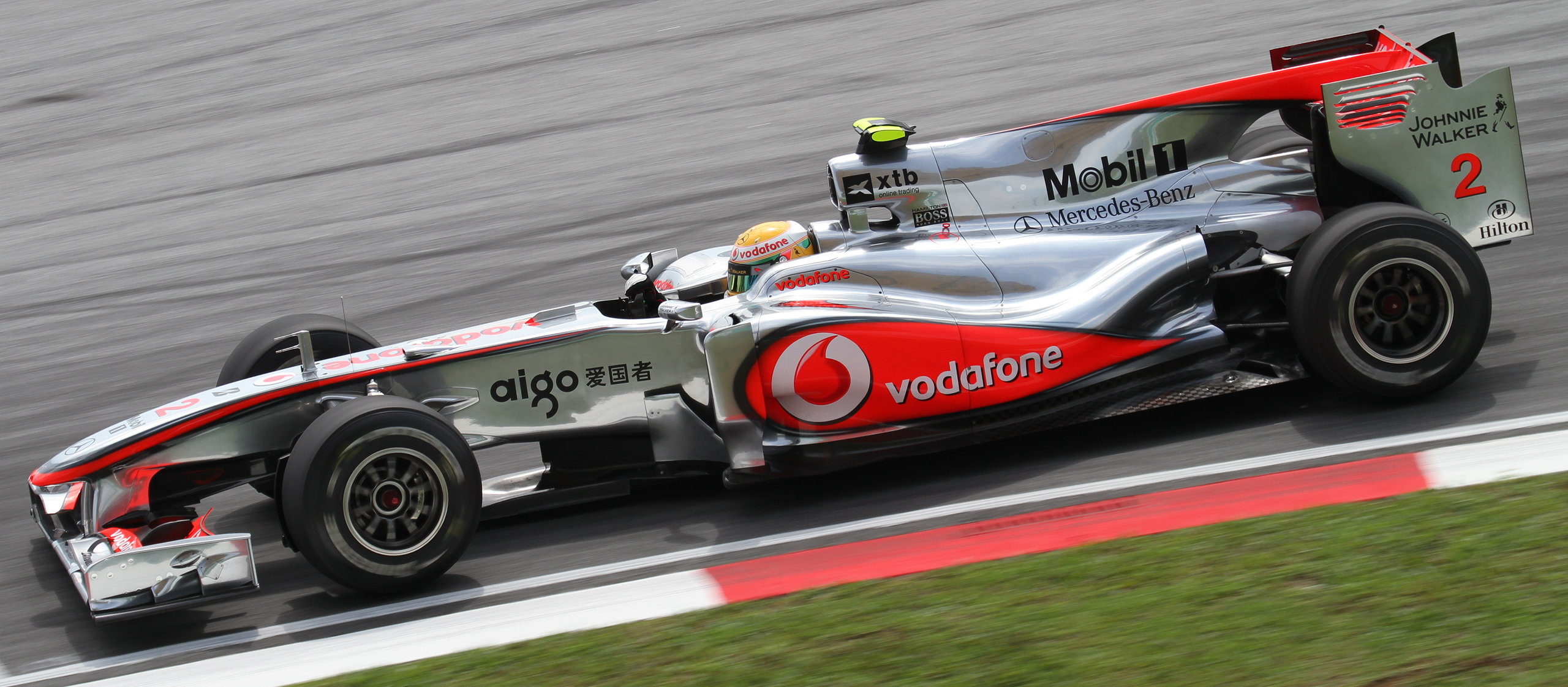
Хэмилтон пилотирует McLaren на Гран-при Малайзии 2010 года, где он финишировал на шестой позиции, стартовав двадцатым

 В первой гонке сезона Льюис квалифицировался четвёртым, а в гонке финишировал третьим. В Мельбурне он стартовал лишь 11-м, а в гонке, проходившей при дожде, финишировал шестым. На следующей гонке Хэмилтон плохо квалифицировался. Из-за тактической ошибки британец не стал выезжать на трассу в самом начале квалификации, а в условиях дождя не смог показать конкурентоспособное время. Итог — 20-е место. В гонке он отыграл кучу позиций и приехал к финишу шестым. В Китае он стартовал шестым, а в дождевой гонке приехал вторым, позади своего напарника, показав при этом лучший круг в гонке. В Барселоне он квалифицировался третьим, в гонке долго шёл на этом месте, после лишнего пит-стопа пилота Red Bull Себастьяна Феттеля вышел на второе место, но за три круга до финиша на его переднем левом колесе лопнул тормозной диск и он, вылетев с трассы, разбил свой болид. В Монако он квалифицировался пятым и в гонке финишировал на той же позиции.
Первая победа в сезоне пришла в Турции. Квалифицировавшись вторым, он на старте пропустил Феттеля. А на 39-м круге шедший вторым Феттель пошёл атаковать своего партнёра по команде Марка Уэббера. Произошло столкновение, в результате чего Хэмилтон стал лидером гонки. Однако его догнал его напарник Дженсон Баттон и после красивой борьбы Льюис удержал лидерство. Причём обоих пилотов предупредили экономить топливо. В Канаде Хэмилтон полностью доминировал, взял поул и выиграл гонку, возглавив общий зачёт. В Валенсии Льюис стартовал третьим, позади обоих пилотов Red Bull. На старте он прошёл Уэббера, а когда после аварии австралийца на трассе появился сейфти-кар, британец обогнал машину безопасности, за что после рестарта был наказан проездом по пит-лейн. Но перед проездом он успел оторваться от преследователей настолько, что после проезда не потерял позиций. В итоге он приехал к финишу вторым.

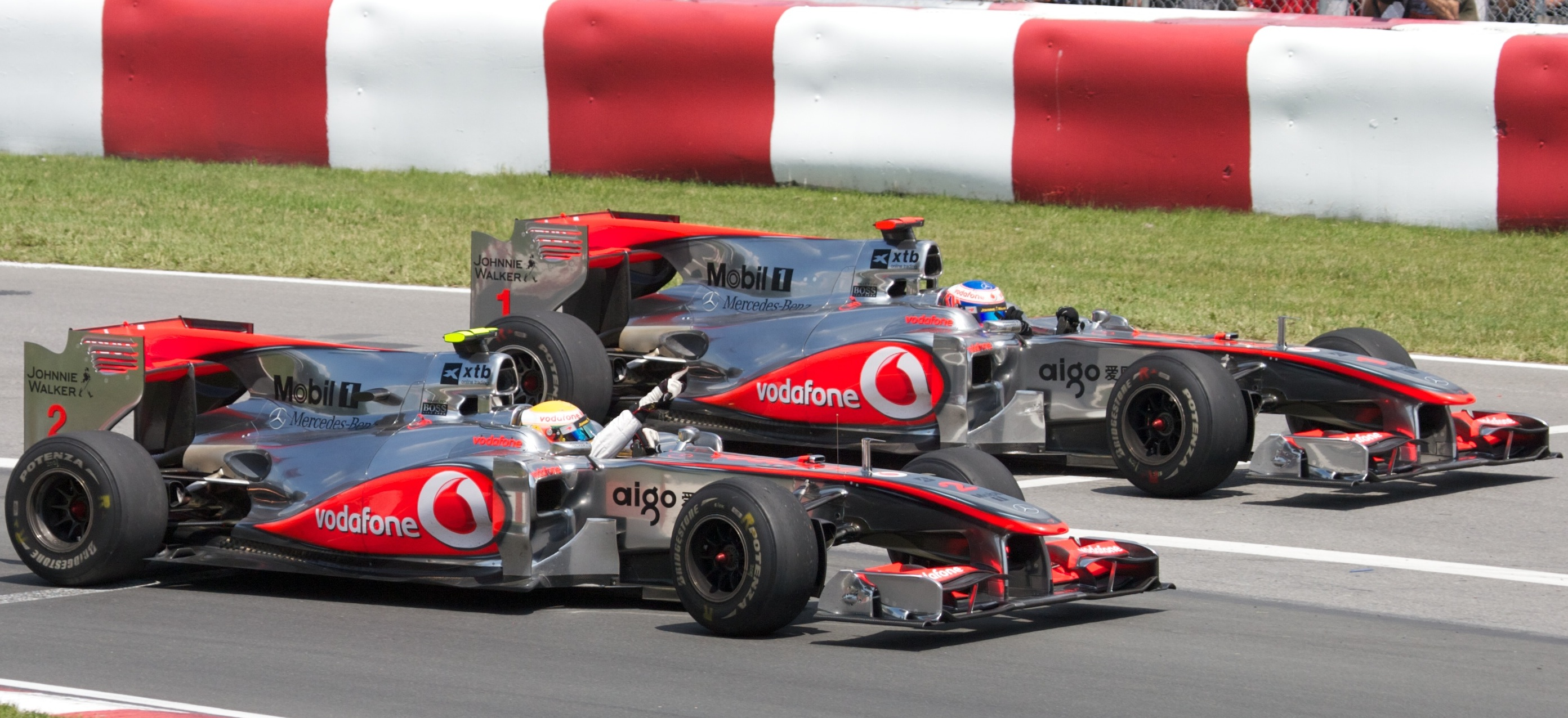
Хэмилтон одерживает свою вторую победу в Канаде

На родном Сильверстоуне он квалифицировался четвёртым, а в гонке финишировал вторым, упрочив лидерство в чемпионате. В Германии он стартовал шестым, а финишировал пятым. На следующем Гран-при Льюис квалифицировался пятым, а в гонке сошёл на 23-м круге из-за проблем с коробкой передач и уступил лидерство в чемпионате Марку Уэбберу. В Спа он квалифицировался вслед за Уэббером, но на старте прошёл его и одержал победу в гонке, показав при этом лучший круг. После этого Гран-при британец вновь вернул себе лидерство в чемпионате.
Однако на следующих двух гонках он не заработал очков. В Монце он стартовал лишь пятым и на старте, столкнувшись с Ferrari Фелипе Массы сломал подвеску на правом переднем колесе и сошёл. После этой гонки он в очередной раз потерял лидерство в чемпионате. В Сингапуре он квалифицировался третьим, а в гонке сошёл на 35-м круге, столкнувшись в седьмом повороте с Марком Уэббером. На Судзуке Льюис квалифицировался третьим, но был наказан потерей пяти мест на старте за замену коробки передач. В гонке он также испытывал проблемы с коробкой и финишировал пятым. В Йонаме он стартовал четвёртым, а финишировал вторым позади Ferrari Фернандо Алонсо. В Бразилии он стартовал и финишировал четвёртым, показав лучший круг в гонке. В финальной гонке сезона в Абу-Даби квалифицировался вторым и пришёл к финишу вторым, также поставив лучший круг в гонке. В итоге за сезон он набрал 240 очков и занял 4-е место в чемпионате.

#### Сезон 2011

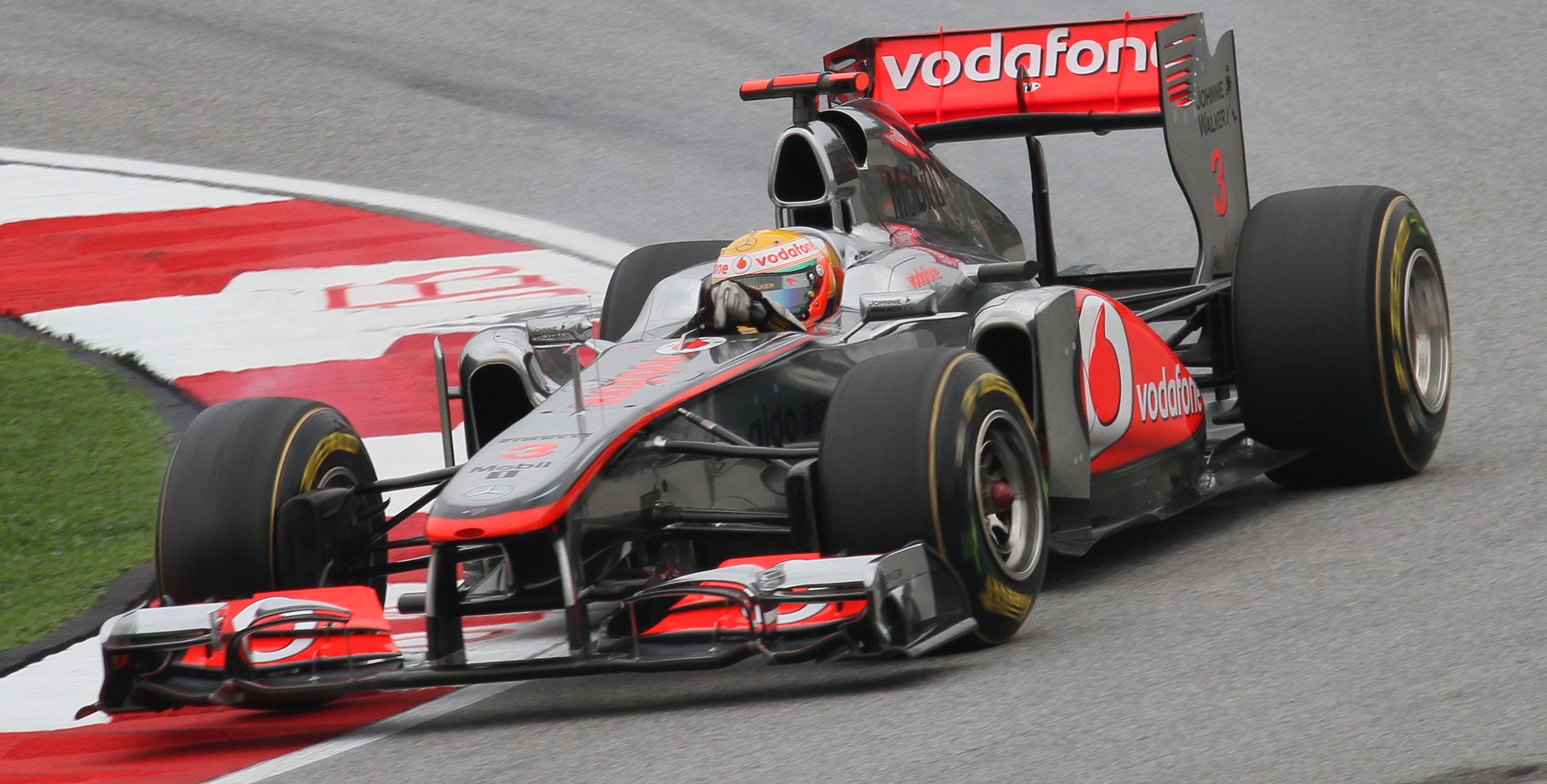
Хэмилтон во время квалификации на Гран-при Малайзии

Первая гонка сезона 2011 прошла в Альберт-Парке после того, как организаторы отменили Гран-при Бахрейна из-за беспорядков в стране. Хэмилтон квалифицировался вторым позади Феттеля, там же и финишировал. В Сепанге он также квалифицировался вторым позади Феттеля, однако в гонке столкнулся с сильным износом резины. В конце гонки его догнал Фернандо Алонсо и их борьба привела к столкновению. В итоге Льюис Хэмилтон поехал на ещё один пит-стоп и финишировал седьмым. Но после гонки стюарды прибавили к его итоговому времени 20 секунд за смену траектории более одного раза во время обороны своей позиции, что отбросило его на восьмое место. В Шанхае он стартовал третьим позади Феттеля и напарника по команде Баттона, однако в гонке за счёт правильной стратегии сумел пройти напарника по команде, а в конце догнать лидера Феттеля и пройти его за три круга до финиша. Таким образом Льюис Хэмилтон стал первым в истории этого этапа гонщиком, который побеждал здесь дважды. В Стамбуле он и квалифицировался и финишировал четвёртым, а в Барселоне он стартовал третьим, позади обоих пилотов Red Bull и всю вторую часть гонки висел на хвосте у лидера Себастьяна Феттеля, но так и финишировал вслед за ним, показав при этом лучший круг в гонке.

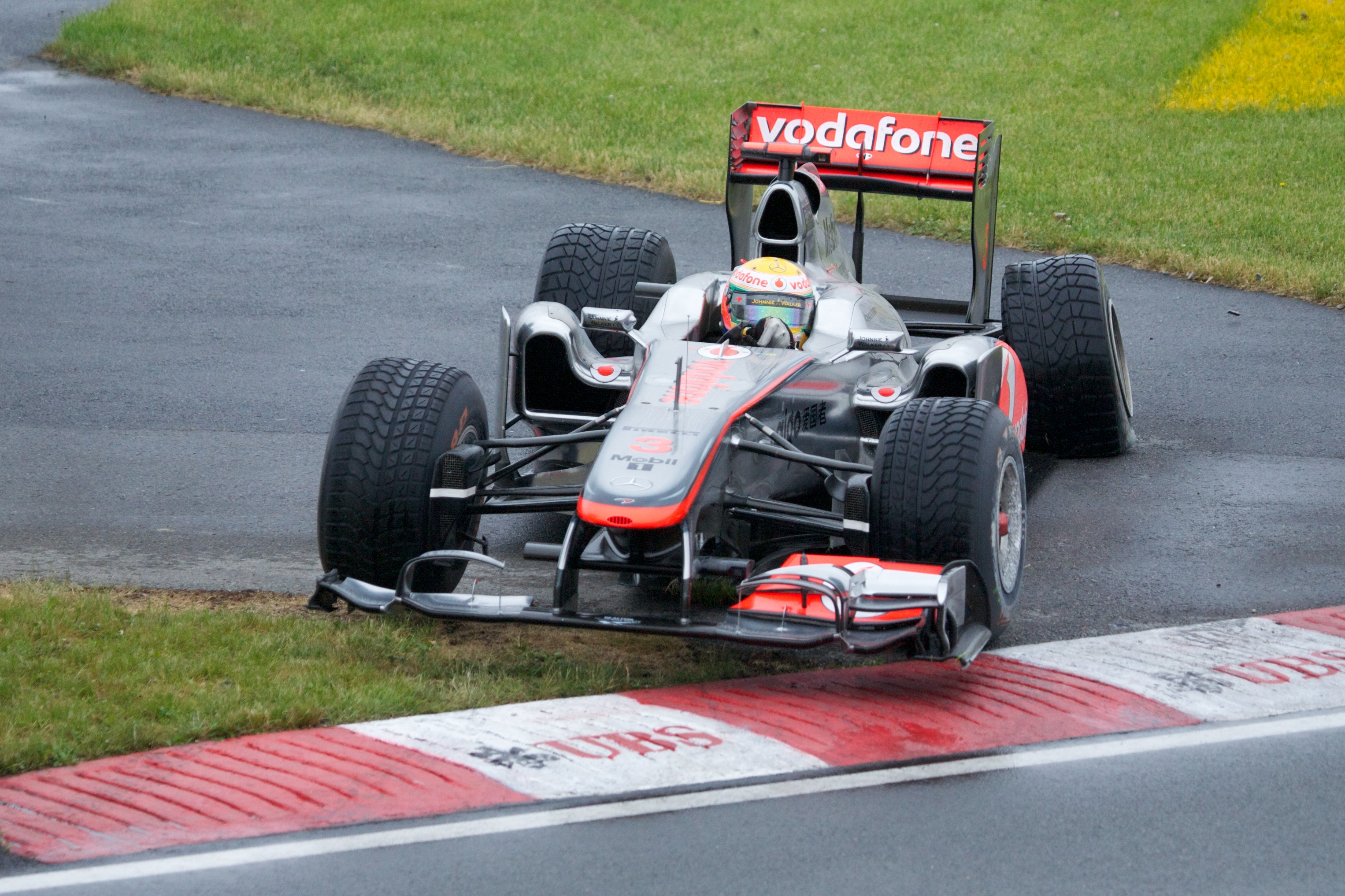
Хэмилтон сходит с дистанции на Гран-при Канады, после столкновения с напарником — Баттоном

В квалификации в Монако ему помешала авария пилота Sauber Серхио Переса, а быстрый круг был аннулирован из-за срезки шиканы после туннеля. В итоге стартовал он девятым. В гонке он успел в шпильке «Fairmont» столкнуться с Ferrari Фелипе Массы, что в туннеле привело к сходу последнего и наказанию для британца в виде проезда по пит-лейн. На 68-м круге из-за массовой аварии на трассе появился пейс-кар, а гонка была даже остановлена на некоторое время. И сразу же после рестарта в первом повороте Хэмилтон выбил Williams Пастора Мальдонадо. После гонки к итоговому времени британца прибавили 20 секунд, что на его итоговое шестое место никак не повлияло. Проблемы продолжились и в «мегадождевой» гонке в Канаде. Льюис квалифицировался пятым. Старт гонки из-за дождя прошёл под пейс-каром. После пяти кругов машина безопасности свернула в боксы и был объявлен рестарт. И уже в первом повороте Льюис Хэмилтон в борьбе за позицию вытолкнул Марка Уэббера, в результате чего они оба потеряли несколько позиций. Несколькими кругами спустя Хэмилтон на прямой старт-финиш сломал подвеску в борьбе с партнёром по команде Дженсоном Баттоном и сошёл с дистанции.
В Валенсии он стартовал третьим и финишировал четвёртым. В домашней гонке он плохо квалифицировался (десятое место), но в гонке добился прогресса, финишировав четвёртым. Причём в конце у него возникли проблемы с количеством топлива на борту и он еле-еле защитил четвёртое место от атак Ferrari Фелипе Массы. На Нюрнбургринге он стартовал вторым позади Уэббера. Однако прошёл его на старте и уверенно доминировал в гонке, показав быстрый круг. Эта победа стала для Льюиса второй в сезоне и 16-й в карьере. На Хунгароринге он квалифицировался вторым позади Феттеля. Старт был дождевым, но через несколько кругов Льюис прошёл Себастьяна и после достаточно уверенно лидировал, пока его не развернуло в девятом повороте. За счёт этого его прошёл его напарник по команде Дженсон Баттон. После долгой взаимной борьбы на подсыхающей трассе, Льюис свернул в боксы переобуться со сликов в промежуточную дождевую резину, так как начал моросить дождь. Однако это было его роковой ошибкой. Дождь хоть и моросил, но этого было недостаточно, чтобы переходить на промежуточную резину. В итоге он совершил лишний пит-стоп. А позже за небезопасный разворот получил проезд по пит-лейн, после этого он откатился на шестую позицию. Затем, совершил сначала обгон Массы, а несколькими кругами позже, за счёт круговых, обогнал и Уэббера, таким образом он финишировал четвёртым. В Бельгии Льюис квалифицировался вторым после Феттеля, а в гонке столкнулся в повороте «Les Combes» с пилотом Sauber Камуи Кобаяси и сошёл.

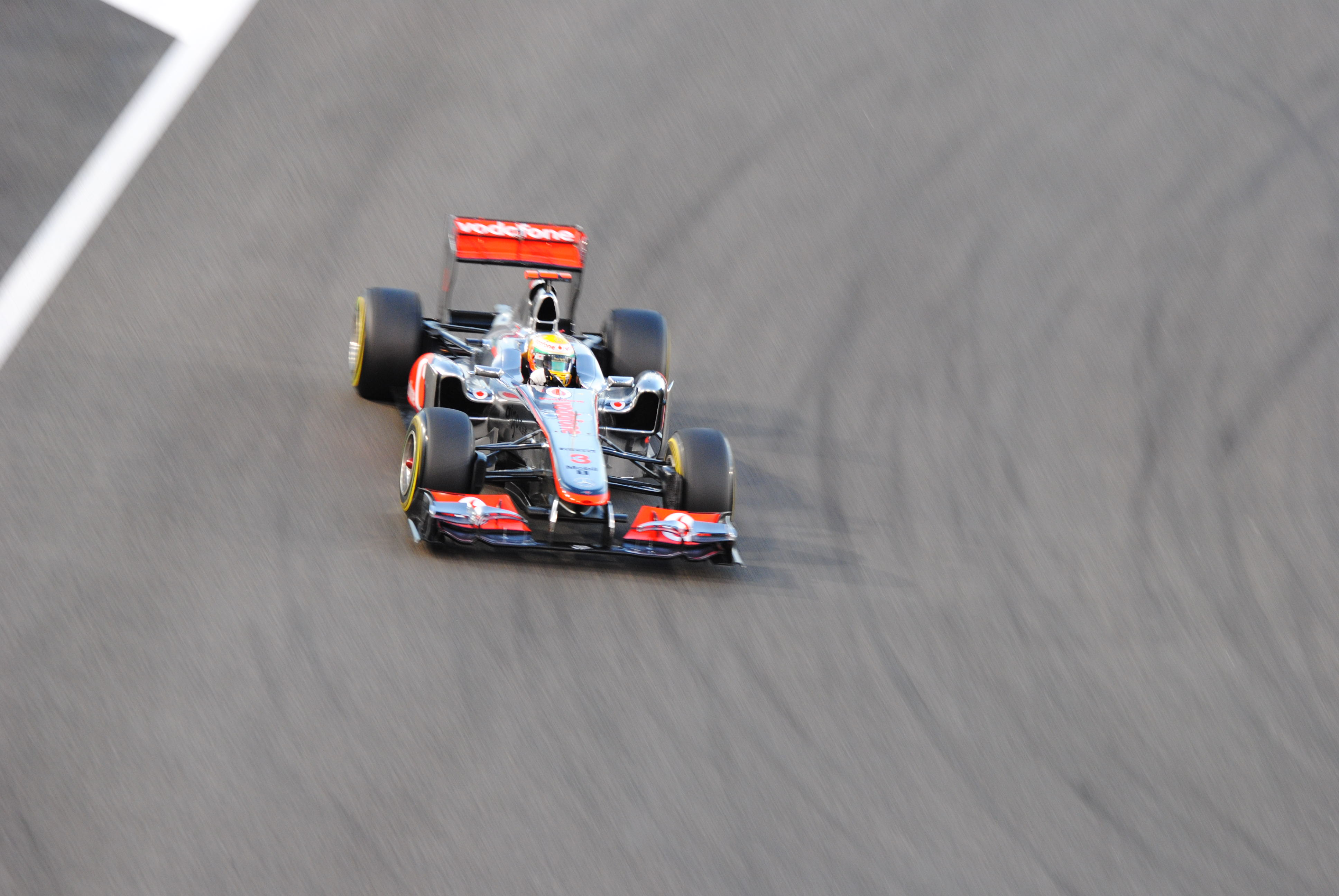
Хэмилтон одерживает третью победу в сезоне на Гран-при Абу-Даби

В Монце он также стартовал на первом ряду вслед за Феттелем, но на старте гонки их обоих прошёл Алонсо, спустя несколько секунд в хвосте пелотона произошла массовая авария и на трассе появилась машина безопасности. На рестарте Хэмилтона прошёл Mercedes Михаэля Шумахера, который большую часть гонки удерживал британца позади. Шедший за ними несколько кругов Дженсон Баттон смог опередить их обоих на 16-м круге, после чего Хэмилтон всё же обогнал Шумахера и в итоге финишировал четвёртым. В Сингапуре он квалифицировался четвёртым, однако плохо стартовал, а позже в попытке пройти Ferrari Фелипе Массы проколол ему колесо, а себе сломал переднее антикрыло. За это британца наказали проездом по пит-лейн. После аварии Переса с Шумахером на трассе появился пейс-кар. Воспользовавшись этим, Льюис догнал пелотон, а после рестарта, совершив несколько обгонов, финишировал пятым. В Японии он стартовал третьим и финишировал пятым, в Корее завоевал первый поул в сезоне, однако в гонке проиграл старт Феттелю и финишировал вторым.
На первом в истории Формулы-1 Гран-при Индии он квалифицировался вторым, однако был наказан потерей трёх мест на старте за игнорирование жёлтых флагов в первой свободной практике. В гонке в очередной раз по ходу сезона столкнулся с Фелипе Массой и, сломав переднее крыло, финишировал лишь седьмым. В предпоследней гонке сезона он квалифицировался вторым, однако из-за прокола колеса на старте у Себастьяна Феттеля вышел в лидеры и впервые в карьере выиграл Гран-при Абу-Даби. Последняя гонка сезона не принесла ему очков. Он стартовал четвёртым, а в гонке сошёл на 46-м круге из-за отказа коробки передач. В итоге он набрал 227 очков и занял 5-е место в личном зачёте.

#### Сезон 2012

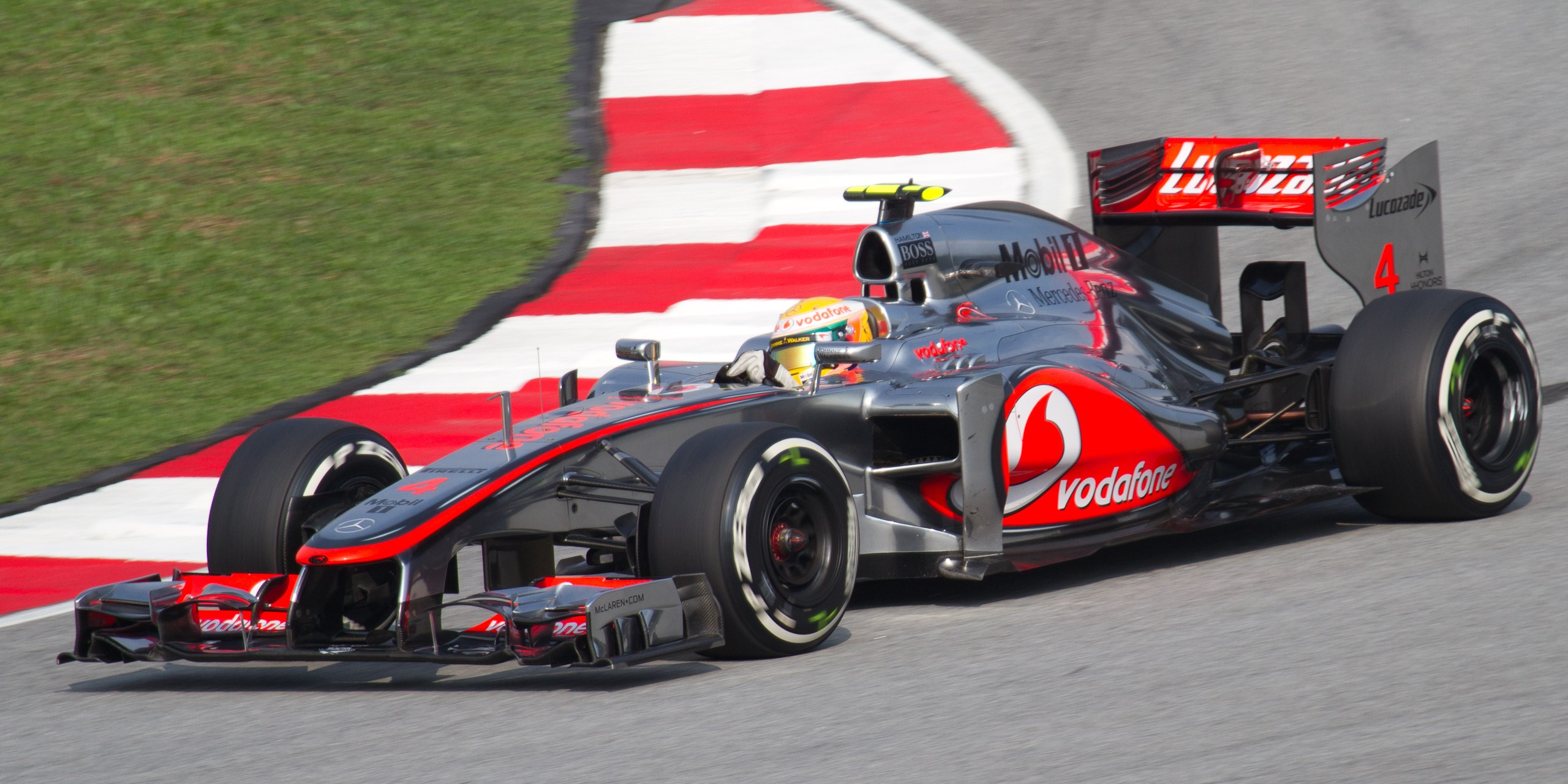
Хэмилтон взял поул-позицию на Гран-при Малайзии 2012 года, но в гонке опустился на третье место

В первой гонке сезона он взял поул, а его напарник Дженсон Баттон расположился вслед за ним на первом ряду стартового поля. На старте Баттон вырвался вперёд, а Льюис в итоге финишировал третьим. В Сепанге он снова взял поул и снова финишировал третьим. В Шанхае он квалифицировался вторым, но был наказан потерей пяти мест на старте за смену коробки передач. В гонке он финишировал третьим. В Сахире он квалифицировался вторым, но в гонке его темп был ниже, чем у лидеров. Более того, на каждом из его пит-стопов происходили заминки. В итоге он финишировал восьмым.
Хэмилтон выиграл квалификацию Гран-при Испании. Но после завершения быстрого круга остановил машину на трассе. Как выяснилось после квалификации, причиной остановки стали не возникшие технические проблемы, а недостаточное количество топлива (согласно регламенту, команда обязана заливать такое количество топлива, чтобы гонщик мог вернуться в боксы и сдать необходимое его количество для анализа). Из-за ошибки команды, которая залила недостаточно топлива в последней сессии квалификации, Хэмилтон лишился поул-позиции и был дисквалифицирован из протокола квалификации. В итоге он стартовал последним — 24-м. В гонке смог отыграть кучу позиций и финишировать восьмым. В Монако он стартовал третьим и финишировал пятым, а в Канаде, квалифицировавшись вторым, одержал первую победу в сезоне и третью на Автодроме им. Жиля Вильнёва.
В Валенсии Хэмилтон квалифицировался вторым. В гонке Льюис боролся за подиум, но во время второго пит-стопа он потерял много времени из-за поломки домкрата у механиков. А в конце гонки у Льюиса износилась резина, и он начал терять позиции: сначала его обогнал Кими Райкконен, а потом догнал Williams Пастора Мальдонадо и, пытаясь в борьбе за третье место обогнать британца, отправил того в рельс безопасности в 13-м повороте и Хэмилтон сошёл с дистанции. В Сильверстоуне McLaren был неконкурентоспособен. Напарник Хэмилтона даже не вышел из первого сегмента квалификации, а сам Льюис и квалифицировался и финишировал лишь восьмым. В Хоккенхайме на сотом для себя Гран-при он плохо квалифицировался (восьмое место), а на первом круге гонки получил прокол колеса, отбросивший его в хвост пелотона. Вследствие повреждений, полученных на старте, он сошёл с дистанции на 57-м круге.

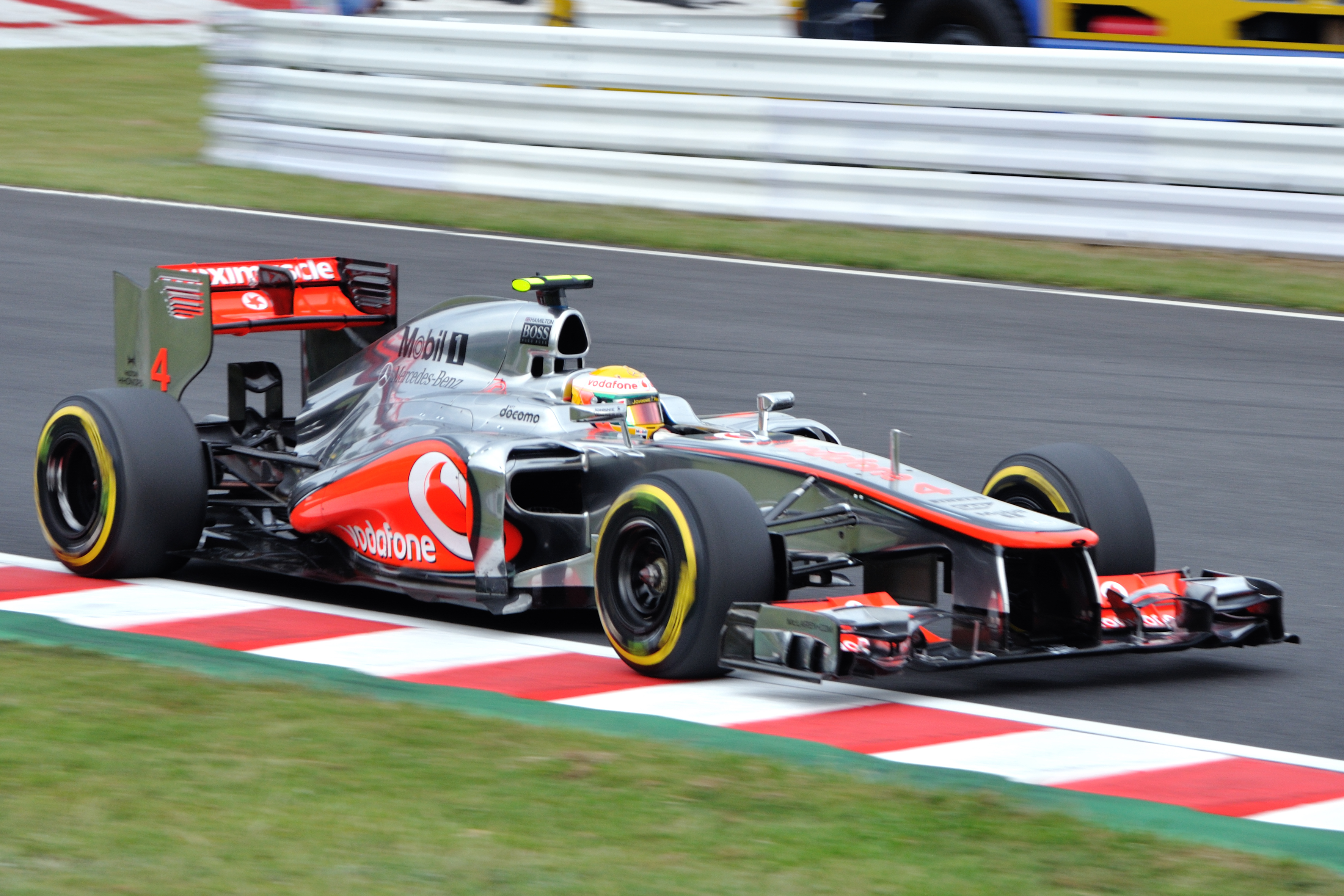
Хэмилтон на Гран-при Японии 2012 года

Обновления, привезённые командой с Хоккенхайма, заработали в Венгрии. Льюис уверенно взял поул и выиграл гонку — 19-ю в карьере и третью на Хунгароринге. В Спа, наоборот, весь уик-энд не задался. Он много проигрывал партнёру по команде, стартовавшему с поула, а сам квалифицировался лишь восьмым, но из-за штрафа Марка Уэббера за смену коробки передач стартовал седьмым. На старте в него врезался Lotus Ромена Грожана, оба потеряли болиды и по пути влетели в Sauber Серхио Переса и в Ferrari лидера чемпионата Фернандо Алонсо. В итоге все четверо сошли. В Италии McLaren полностыю доминировал в квалификации. Льюис завоевал поул и впервые победил в Монце. Эта победа стала для него 20-й в карьере и на тот момент он стал главным преследователем лидера чемпионата Фернандо Алонсо.
Казалось, что в Сингапуре он снова серьёзно сократит отрыв от испанца. Ибо Ferrari серьёзно уступала в скорости и McLaren, и Red Bull. Поначалу всё шло как по маслу. Льюис взял поул, а Алонсо квалифицировался лишь пятым. На старте оба сохранили свои позиции и Льюис уверенно лидировал. А на 23-м круге случилось несчастье — Хэмилтон сошёл из-за проблем с коробкой передач.
В то время было очень много слухов относительно того, в какой команде продолжит карьеру Хэмилтон, поскольку срок действия его контракта с McLaren истекал по окончании сезона. Им интересовался «Мерседес» и лично Росс Браун. McLaren же предлагал Льюису новый контракт, но в итоге после Гран-при Сингапура Льюис подписал трёхлетний контракт с командой Мерседес.

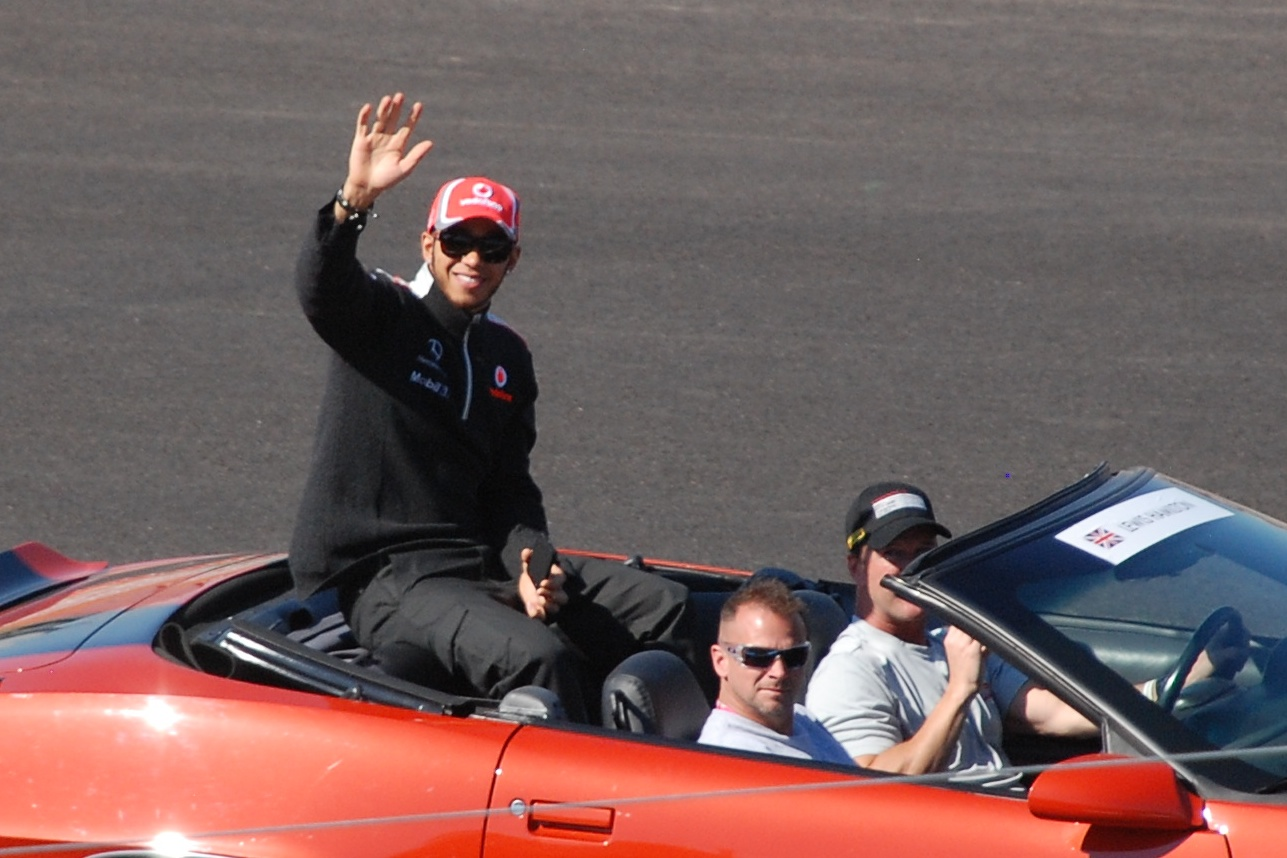
Хэмилтон на Гран-при США 2012 года

В Японии он квалифицировался лишь девятым, а финишировал пятым позади напарника. Причём всю вторую половину гонки он жаловался на проблемы с задней подвеской. В Йонаме он квалифицировался третьим позади двух «Ред Буллов». На старте пропустил Ferrari Фернандо Алонсо, но снова столкнулся с быстрым износом резины и совершил три пит-стопа в отличие от двух у остального пелотона. Но и это ещё не всё. За два круга до финиша к воздухозаборнику Хэмилтона приклеилась искусственная трава и он с трудом финишировал десятым. В Индии он снова квалифицировался третьим, позади «Красных быков». На старте пропустил вперёд Алонсо и в итоге финишировал четвёртым. В ОАЭ в квалификации для него всё складывалось отлично. Он взял 25-й поул в карьере, уверенно стартовал, долго лидировал, пока не сошёл на 20-м круге из-за отказа двигателя.
В Остине, на первом после пятилетней паузы Гран-при США, казалось, что Red Bull непобедим. Феттель выиграл все сессии свободных заездов, все сегменты квалификации, привозя соперникам более полусекунды. Хэмилтон же квалифицировался вторым. На старте его прошёл Уэббер, но спустя несколько кругов Льюис вернул позицию и бросился в погоню за Феттелем. На 42-м круге он прошёл немца и выиграл гонку — 21-ю в карьере. В последней гонке за McLaren он взял поул, но в гонке на 54-м круге столкнулся с Нико Хюлькенбергом и сошёл. В команде всерьёз рассчитывали побороться за чемпионский титул в этом сезоне, но большое количество механических проблем не дали этого сделать, по итогам сезона Хэмилтон набрал 190 очков и занял 4-е место в чемпионате.

### Карьера в Mercedes (2013—2024)

#### Сезон 2013
Первая гонка сезона в новой команде принесла ему пятое место. В Малайзии он стартовал четвёртым, финишировал третьим, Льюис был гораздо медленнее Нико, но команда запретила Росбергу обгонять Хэмилтона. В Китае завоевал поул, но финишировал третьим. В Бахрейне квалифицировался четвёртым, но из-за замены коробки передач стартовал девятым. В гонке прорвался на пятое место.

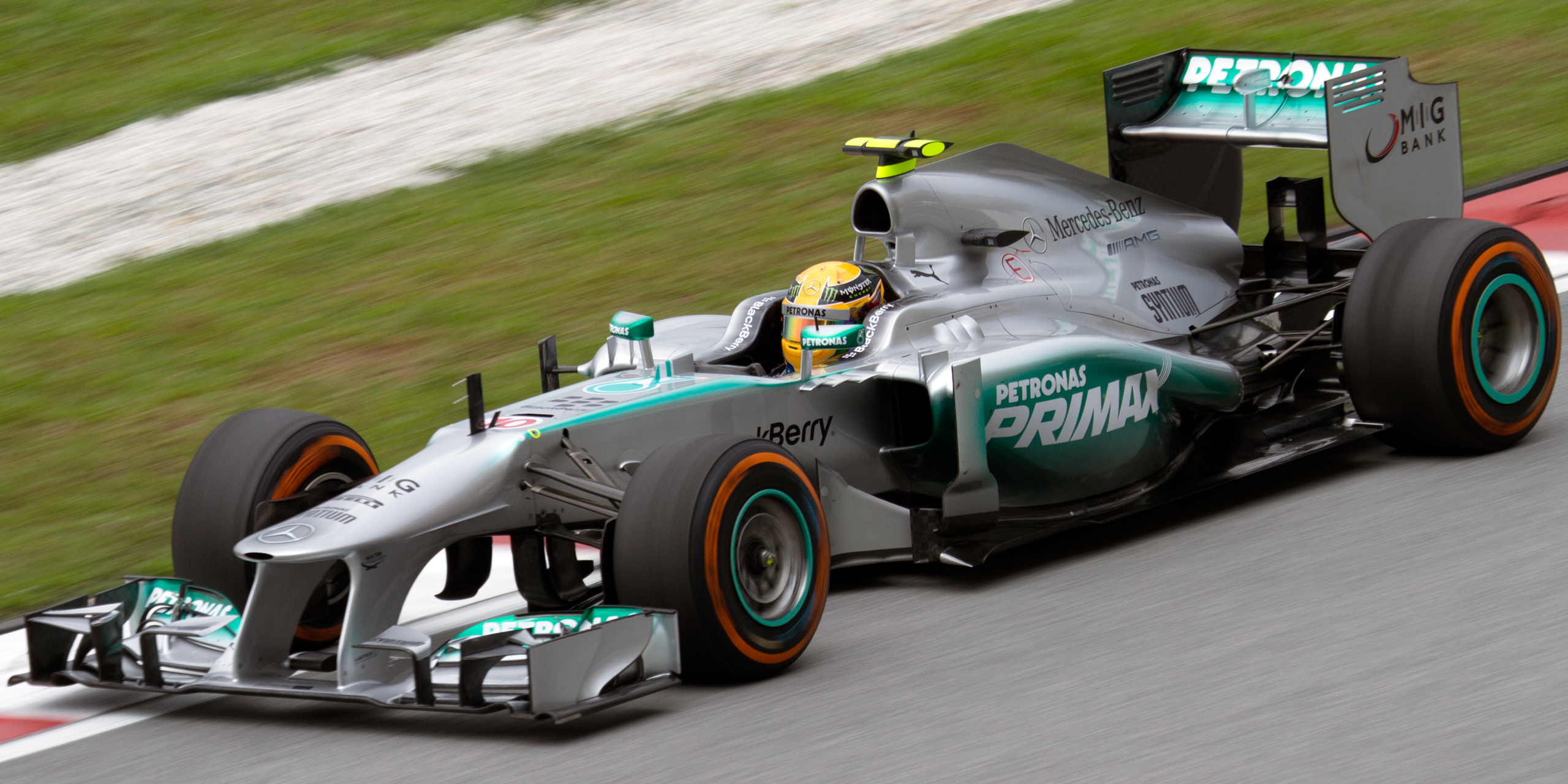
Хэмилтон во время свободной практики на Гран-при Малайзии

Следующая гонка получилась разочаровывающей. Льюис квалифицировался вторым, позади напарника, но гоночный темп Мерседеса был катастрофическим, что принесло британцу лишь 12-е место. Улучшения наступили в Монако. Льюис опять квалифицировался вторым, позади напарника, но в гонке после аварии Фелипе Массы появился пейс-кар. Росберг и Хэмилтон дружно заехали в боксы и после пит-стопа Нико сохранил лидерство, а Льюис оказался позади пилотов Red Bull. В итоге он финишировал четвёртым. В Канаде он стартовал вторым и финишировал третьим.
В Сильверстоуне завоевал поул, но на восьмом круге проколол колесо и целый круг «ехал на трёх колёсах». Откатившись далеко назад, Хэмилтон всё же совершил прорыв на четвёртое место. На Нюрнбургринге он снова завоевал поул, но провалил старт, что вкупе с быстрым износом резины принесло ему только пятое место. На Хунгароринге Льюис, как потом позже признается, довольно неожиданно завоевывают поул, а затем и побеждает (в четвёртый раз в карьере — столько же побед в Венгрии у Михаэля Шумахера). С учётом проблем команды по сохранению резины в жаркую погоду, победа становится важным этапом в решении данной проблемы.
В Бельгии он снова завоевал поул, но в гонке финишировал третьим. В Италии из-за того, что во втором сегменте квалификации его заблокировал Адриан Сутиль, стартовал лишь 12-м, причём в последний раз он не участвовал в третьем сегменте аж в Гран-при Малайзии 2010 года, как стало известно позже, на болиде Хэмилтона было повреждено днище, в гонке, также всё проходило не лучшим образом; из-за медленного прокола он совершил лишний пит-стоп, но всё же прорвался на девятое место и показал быстрый круг. В Сингапуре и Корее финишировал пятым при старте с пятого и второго мест соответственно. В Японии впервые в сезоне из-за прокола на старте гонки сошёл с дистанции. В Индии стартовал третьим и финишировал шестым. В Абу-Даби финишировал седьмым, как позже выяснилось, в шасси его болида было две трещины, возможно из-за этого он выступил так блёкло на фоне своего напарника, в США четвёртым. В Бразилии квалифицировался пятым, а в гонке после столкновения с идущим в круге позади Валттери Боттасом получил штрафной проезд по пит-лейн, что в итоге отбросило его на девятое место.
Итог — 189 очков и 4-е место в чемпионате.

#### Сезон 2014

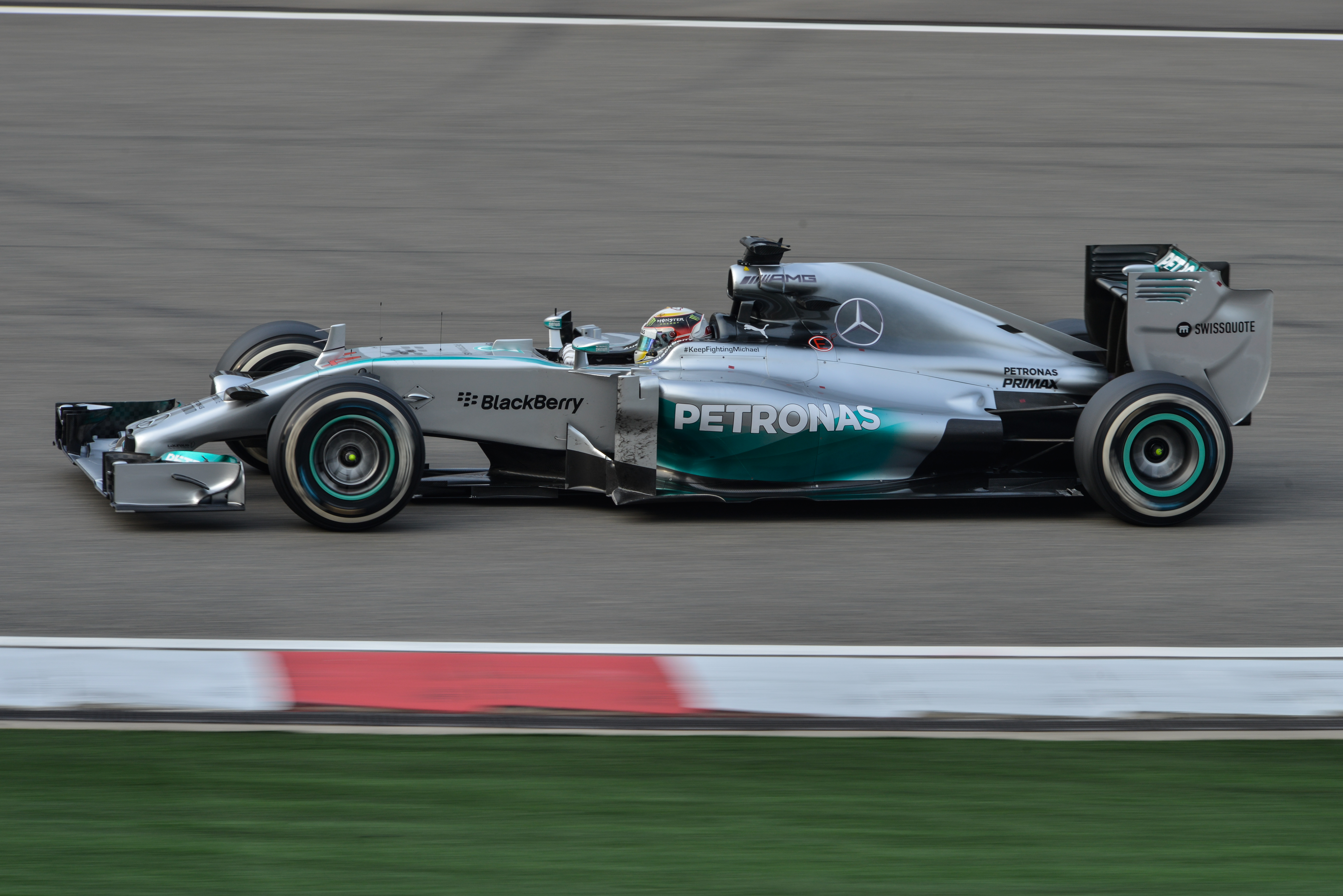
Хэмилтон на Гран-при Китая 2014 года, где он одержал третью в сезоне победу подряд

Новые правила на сезон 2014 позволили гонщикам выбрать свой постоянный номер, они будут использовать его на протяжении всей своей карьеры. Хэмилтон взял № 44, такой же номер он использовал во время выступлений в картинге.
Уже предсезонные тесты показали, что «Мерседесу» удалось построить крайне удачный двигатель. По ходу сезона Хэмилтон завоевал одиннадцать побед и ни разу не финишировал вне подиума при всего лишь трёх сходах, а единственным реальным соперником для британца стал его напарник. Росберг победил пять раз, существенно чаще партнёра финишировал на подиуме и перед последней гонкой всё ещё сохранял шансы на титул, отставая на 17 очков. Но в последней гонке сезона в Абу-Даби, где впервые в истории Формулы-1 давались двойные очки, Хэмилтон уверенно победил, а Росберга настигли проблемы с двигателем, и таким образом, титул достался британцу.

#### Сезон 2015

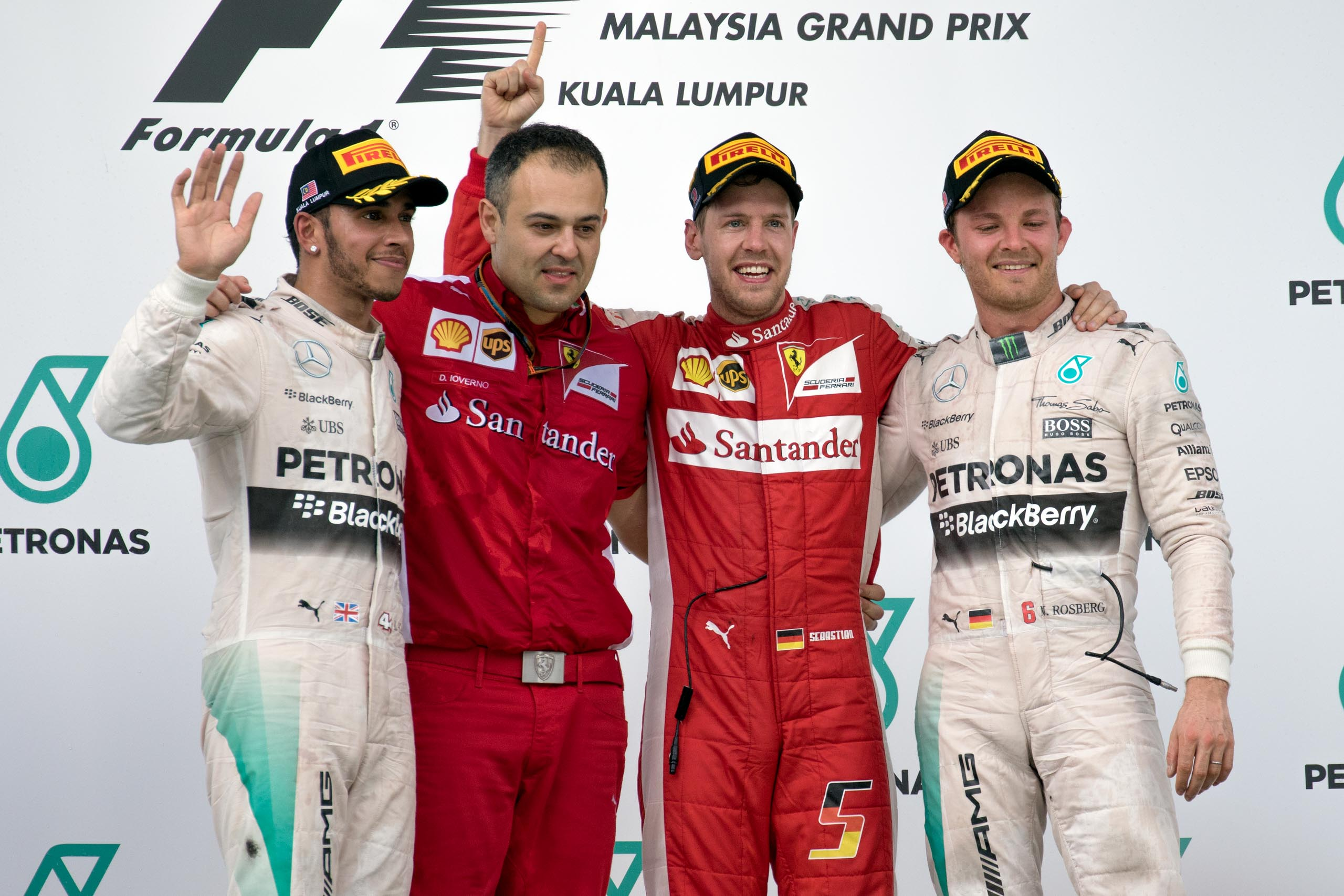
Хэмилтон (первый слева) на подиуме Гран-при Малайзии 2015 года

Начиная с 2014 года первый номер отдаётся чемпиону мира, однако Хэмилтон предпочел выступать под своим традиционным номером.
Новый сезон Хэмилтон начал весьма активно, за первые девять этапов завоевав пять побед, а в остальных гонках трижды становился вторым и ещё раз — третьим. После Гран-при Монако контракт с командой был продлен ещё на три года. Росберг за то же время завоевал три победы и также все гонки закончил на подиуме. В результате после Гран-при Великобритании Хэмилтон лидировал с отрывом в 17 очков. Гран-при Венгрии для обоих гонщиков «Мерседеса» оказался неудачным — оба финишировали вне подиума, хотя и тут Хэмилтон оказался выше и упрочил свое лидерство в чемпионате. За следующие шесть этапов Льюис пять раз победил, лишь в Сингапуре сойдя с трассы из-за потери мощности силовой установки. Победа в США позволила довести отрыв от преследователей до 76 очков, что принесло Льюису третий чемпионский титул. Росберг выиграл оставшиеся три гонки, Хэмилтон трижды становился вторым, выиграв титул с огромным отрывом в 59 очков.

#### Сезон 2016
Начало сезона выдалось не очень удачным — в Австралии и Бахрейне он завоевал поул, но победу упускал, финишировав вторым и третьим соответственно. В Китае и Сочи Хэмилтона преследовали проблемы с двигателем, пришлось стартовать последним и десятым соответственно, но все же удалось оба раза финишировать в очках, а в Сочи он даже стал вторым. Росберг при этом времени не терял и все четыре гонки выиграл, две — с поула. В результате к пятому этапу в Испании, когда Хэмилтон снова завоевал поул, но старт проиграл Росбергу, напряжение достигло максимума и все кончилось столкновением и обоюдным сходом.
Начиная со следующего этапа в Монако Хэмилтон сделал соответствующие выводы, и в результате из семи следующих гонок выиграл шесть, на что Росберг смог ответить лишь одной победой и двумя подиумами. В результате третье место в чемпионате с отставанием почти в 50 очков превратилось в первое с преимуществом почти в 20.
Следующие три этапа достались Росбергу, но Хэмилтон каждый раз был поблизости — два третьих места и одно второе. Тем не менее, после Гран-при Сингапура лидировал в чемпионате Росберг с отрывом всего в 8 очков. В Малайзии Хэмилтон завоевал поул и долгое время лидировал, но за 16 кругов до финиша двигатель его автомобиля отказал — и финиш на третьем месте позволил Росбергу увеличить отрыв в чемпионате до 23 очков. В Японии Росберг победил, а Хэмилтон стал лишь третьим, что увеличило отрыв немца до 33 очков.
На оставшихся этапах Хэмилтон завоевал все четыре поула и все четыре победы, но Росберг каждый раз становился вторым, в результате чего титул достался именно ему. Хэмилтон же стал в чемпионате вторым с отставанием всего в пять очков. При этом именно у него больше побед в сезоне, чем у Росберга — 10 против 9.

#### Сезон 2019
В июле 2018 года Хэмилтон продлил свой контракт с Mercedes до 2020 года.
Начало сезона Хэмилтона провел в доминирующем стиле — из первых двенадцати гонок он выиграл восемь и дважды стал вторым, уступив лишь напарнику. Исключением стали лишь Гран-при Австрии, где его команда из-за перегрева двигателей вообще выглядела неуверенно и он стал пятым, и хаотичный Гран-при Германии, прошедший в дождевых условиях — но и там Хэмилтон финишировал в очках, на девятом месте. Далее последовал небольшой спад, но и за последующие семь этапов он дважды победил и всего лишь раз финишировал вне подиума. Все это позволило ему уже за два этапа до конца досрочно завоевать свой шестой чемпионский титул.
В квалификациях дело обстояло почти так же успешно — за шестнадцать этапов всего лишь трижды, в Бахрейне, Венгрии и Бельгии, он стартовал не с первого ряда, хотя по поулам преимущества над напарником не получилось — как и Боттас, Хэмилтон стартовал первым четырежды — в Австралии, Монако, Франции и Германии. Последующие три этапа Хэмилтон квалифицировался не выше четвёртого места, впрочем, турнирная ситуация и не требовала от него особой скорости.

#### Сезон 2020
В 2020 году Хэмилтон побил рекорд Михаэля Шумахера, одержав свою 92-ю победу на Гран-при Португалии, и сравнялся с ним по количеству чемпионских титулов — 7.

#### Сезон 2021
В 2021 FIA внесла некоторые изменения в области днища, что дало возможность на борьбу в чемпионате в лице команды Red Bull и Макса Ферстаппена. На протяжении всего сезона Хэмилтон боролся за титул с гонщиком «Ред Булла» Максом Ферстаппеном — на двоих они выиграли 18 Гран-при из 22, в 14 случаях занимали первые два места в гонке. К последнему Гран-при, в Абу-Даби, они подошли с одинаковым количеством очков. «Мерседес» в конце сезона выглядел лучше «Ред Булла», и в течение гонки Хэмилтон опережал Ферстаппена в борьбе за победу. За несколько кругов до финиша появилась машина безопасности. Неоднозначное решение гоночного директора Майкла Маси перед рестартом и последним кругом разрешить вернуться в один круг с лидером лишь находившимся на трассе физически между двумя претендентами на титул гонщиками — хотя сам же в прошлом году утверждал, что по регламенту в один круг перед рестартом должны иметь возможность вернуться все отстающие на круг гонщики — позволило только что сменившему свою резину на свежую мягкую Ферстаппену опередить остававшегося на изношенной жёсткой Хэмилтона и выиграть гонку, а вместе с ней чемпионат.
26 сентября 2021 года Льюис Хэмилтон, выиграв Гран-при России, одержал свою 100-ю победу.

#### Сезон 2022
В 2022 FIA ввела новый технический регламент, в котором был сделан упор на граунд-эффект и новые 18-дюймовые шины. С самой первой гонки и до конца сезона у команды «Мерседес» были проблемы с дельфинированием при котором возникали нежелательное колебание болидов на прямых, когда они словно копируют поведение дельфинов. Данная проблема наблюдалась у всех команд, но из-за особого строения болида W13, «Мерседес» теряли больше чем другие на длинных прямых и затяжных поворотах. Это и не дало Льюису Хэмилтону навязать борьбу лидерам и побороться за титул. Более того, впервые в своей карьере Льюис не одержал ни одной победы и не завоевал ни одного поула, в первом же сезоне проиграв своему новому напарнику — Джорджу Расселу. Также Хэмилтон занял худшую в карьере позицию в личном зачёте — шестую.

### Карьера в Ferrari (с 2025)
1 февраля 2024 года было объявлено о том, что с сезона 2025 Льюис Хэмилтон будет выступать за команду «Феррари».
После завершенной гонки Гран-при Китая Льюис Хэмилтон был дисквалифицирован из-за несоответствия размеров нижней планки болида.

## Стиль пилотажа

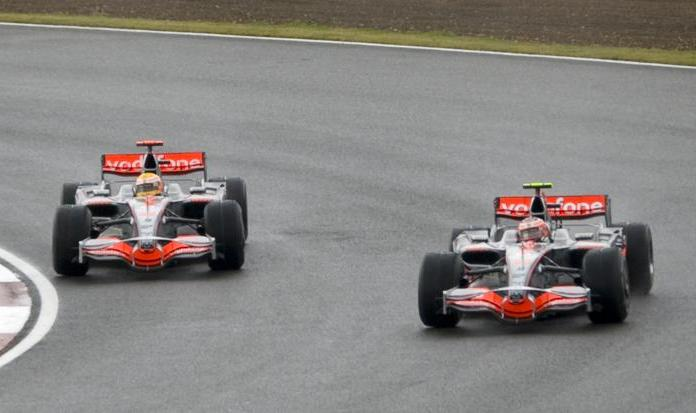
Хэмилтон (слева) обгоняет напарника Хейкки Ковалайнена на дождливой трассе в Сильверстоуне

Льюис Хэмилтон считается одним из самых лучших и мастеровитых автогонщиков настоящего времени.
Ранее стиль пилотирования Льюиса Хэмилтона — жёсткий, агрессивный и рискованный, часто приводивший его к авариям и сходам — регулярно подвергался критике, однако в последние годы ошибки практически исчезли. Многие сравнивают его стиль вождения со стилем Айртона Сенны. Льюис однажды признался, что его стиль во многом позаимствован у Сенны. Неудивителен и тот факт, что Льюис предпочитает городские трассы, например, Монако, Макао или Марина-Бей. Такие трассы подходят его стилю пилотажа, так как на них преобладают повороты.
Пожалуй, самой сильной стороной Льюиса является квалификация — у него более 100 поул-позиций. Он занимает первое место в рейтинге пилотов Формулы-1 по наибольшему количеству поулов, опережая по этому показателю Михаэля Шумахера (68) и Айртона Сенну (65). Другой его сильной стороной можно считать хороший старт в гонке, и он не раз доказывал это: например, на Гран-при Австрии 2014 года он стартовал девятым, а к первому повороту шёл уже шестым. Но всё-таки лучшим в своей карьере Хэмилтон считает старт на Гран-при Абу-Даби 2014 года, когда в решающей гонке сезона он опередил Нико Росберга. Но несмотря на всё это, в его карьере случаются плохие старты, как, например, на Гран-при Венгрии 2015 года, где он доминировал весь уик-энд: был первым по ходу всех свободных практик, а в квалификации опередил своего ближайшего соперника на 0,575 секунды. Казалось бы, ничего не мешает Льюису в пятый раз в карьере выиграть на Хунгароринге, однако же в гонке он провалил старт, идя к первому повороту уже четвёртым. Возможно, во многом старт и решил исход гонки, в которой в итоге он не приехал даже на подиум. Также Льюис неплохо пилотирует на мокрой трассе, хотя, по его словам, он не очень любит управлять болидом в таких условиях.

## Соперничество с партнёрами

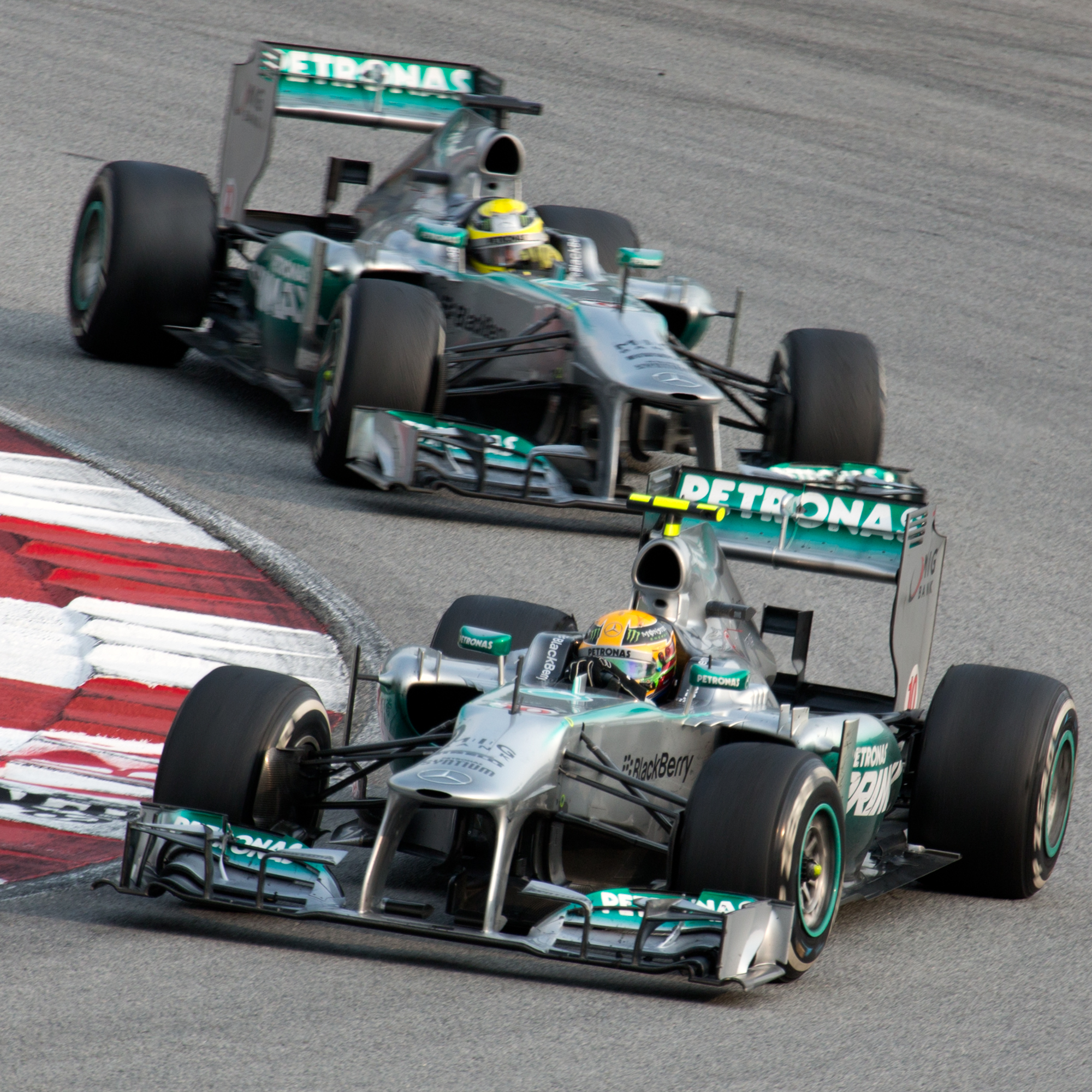
Льюис Хэмилтон впереди напарника по команде «Мерседес» Нико Росберга

На протяжении своей карьеры в Формуле-1 в личном зачёте Хэмилтон обыгрывал почти всех партнёров по команде, в том числе двух чемпионов мира. Исключениями были лишь 2011 год, когда Дженсон Баттон обыграл его на 43 очка, 2016 год, когда он проиграл в борьбе за чемпионский титул Нико Росбергу, 2022 год, когда Хэмилтон проиграл в личном зачёте Джорджу Расселлу и финишировал в сезоне лишь шестым, и 2007 год, когда Хэмилтон набрал равное количество очков с Фернандо Алонсо, однако сумел его обойти при одинаковом количестве побед за счёт большего количества вторых мест.
| Год  | Напарник          | Очки Хэмилтона | Очки напарника |
| ---- | ----------------- | -------------- | -------------- |
| 2007 | Фернандо Алонсо   | 109            | 109            |
| 2008 | Хейкки Ковалайнен | 98             | 53             |
| 2009 | Хейкки Ковалайнен | 49             | 22             |
| 2010 | Дженсон Баттон    | 240            | 214            |
| 2011 | Дженсон Баттон    | 227            | 270            |
| 2012 | Дженсон Баттон    | 190            | 188            |
| 2013 | Нико Росберг      | 189            | 171            |
| 2014 | Нико Росберг      | 384            | 317            |
| 2015 | Нико Росберг      | 381            | 322            |
| 2016 | Нико Росберг      | 380            | 385            |
| 2017 | Валттери Боттас   | 363            | 305            |
| 2018 | Валттери Боттас   | 408            | 247            |
| 2019 | Валттери Боттас   | 413            | 326            |
| 2020 | Валттери Боттас   | 347            | 223            |
| 2021 | Валттери Боттас   | 387,5          | 226            |
| 2022 | Джордж Расселл    | 240            | 275            |
| 2023 | Джордж Расселл    | 234            | 175            |

## Вне гоночной карьеры

### Личная жизнь

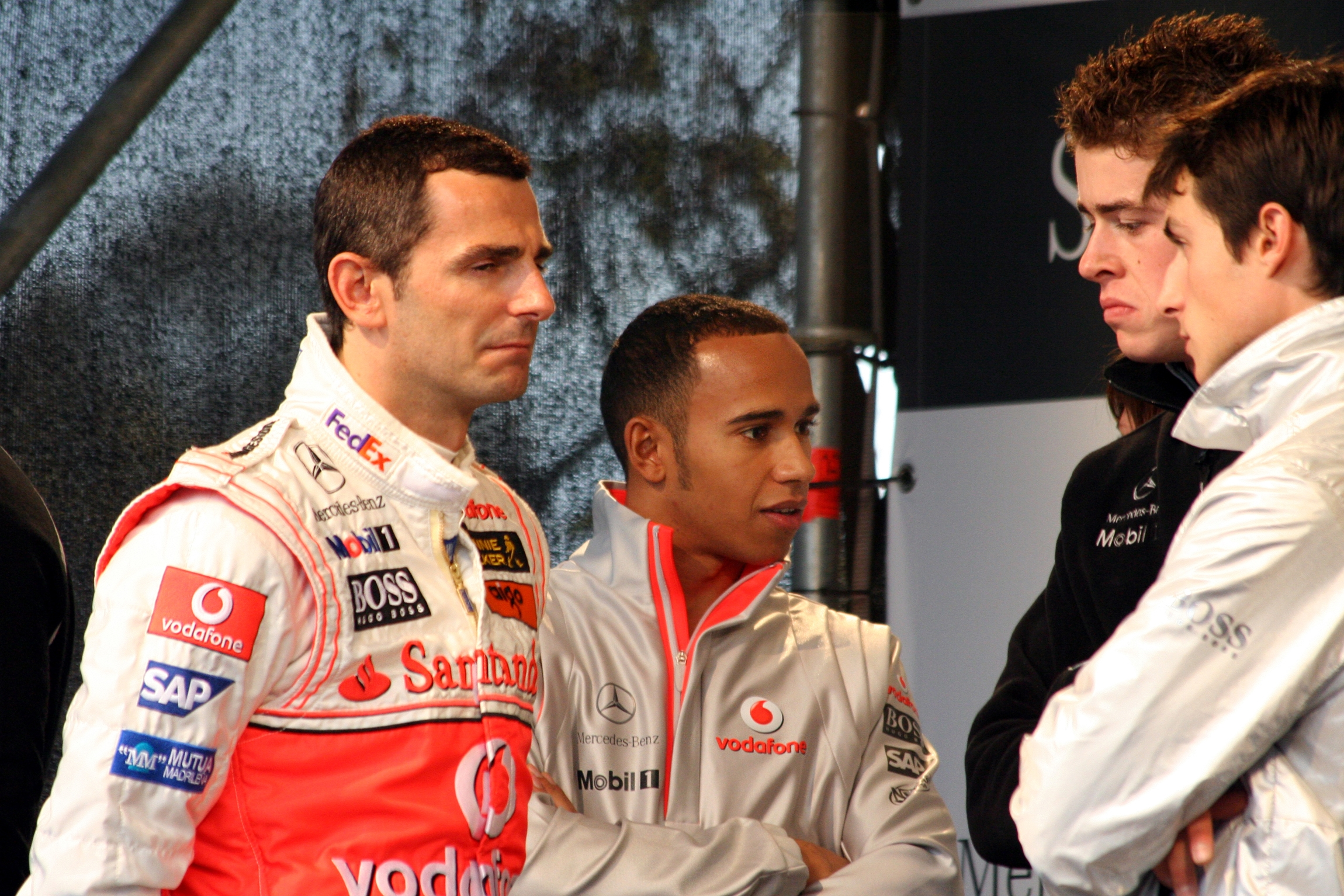
Льюис Хэмилтон с Педро де ла Росой, Полом ди Рестой и Бруно Спенглером на «Stars and Cars» 2007

Первым автомобилем Хэмилтона был Mini Cooper.
Хэмилтону принадлежат три значка «Blue Peter», выдаваемые детям на британском телешоу: первый — за дистанционное управление автомобилем, два других — за выступления в картинге.
Льюис признался, что он очень суеверен, и старается никогда не пропускать тех обрядов, которые он имеет привычку совершать перед каждой гонкой. Так британский пилот по вечерам всего гоночного уик-энда обязательно играет на гитаре, играет с игровой приставкой, а перед тем как сесть за руль его болида, он обязательно обнимает всех членов своей семьи. Также в детстве у него имелся талисман, который он вскоре потерял. Однако в последнее время Льюис не придерживается никаких традиций, и не имеет никаких талисманов, единственное, что он делает перед гонкой — это слушает музыку, по его словам она помогает ему настроиться.
В 2007 году выпустил автобиографию «Льюис Хэмилтон: Моя история» (англ. Lewis Hamilton: My Story), на конец 2008 года было продано 12 712 экземпляров, таким образом она стала самой популярной книгой о спорте. В том же 2008 году вышла обновлённая автобиография «My Story, Special Celebration Edition», которая содержит главу, в которой рассказывается о сезоне 2008. 1 ноября 2007 года издательство «John Blake Publishing» выпустило биографию о Льюисе Хэмилтоне (Lewis Hamilton, Champion of the World: The Biography). В настоящее время книгу можно купить в интернет-магазине Amazon.
29 октября 2007 года Хэмилтон объявил о переезде в Швейцарию, заявив, что хочет убежать от интереса средств массовой информации, которые постоянно за ним следили, когда он жил в Великобритании. Также на телевизионном шоу «Parkinson» (была в эфире 10 ноября 2007 года), объявил, что низкое налогообложение стало дополнением к большей свободе личной жизни. Льюис Хэмилтон получил общественную критику от членов Британского Парламента, включая члена Либерально-Демократической Партии Боба Расселла за попытку уклонения от британских налогов. Другие пилоты Формулы-1, включая чемпионов мира Михаэля Шумахера, Кими Райкконена и Фернандо Алонсо и Себастьяна Феттеля также проживают в Швейцарии. В начале 2012 года он переехал в Монако, где живёт неподалёку от Нико Росберга.

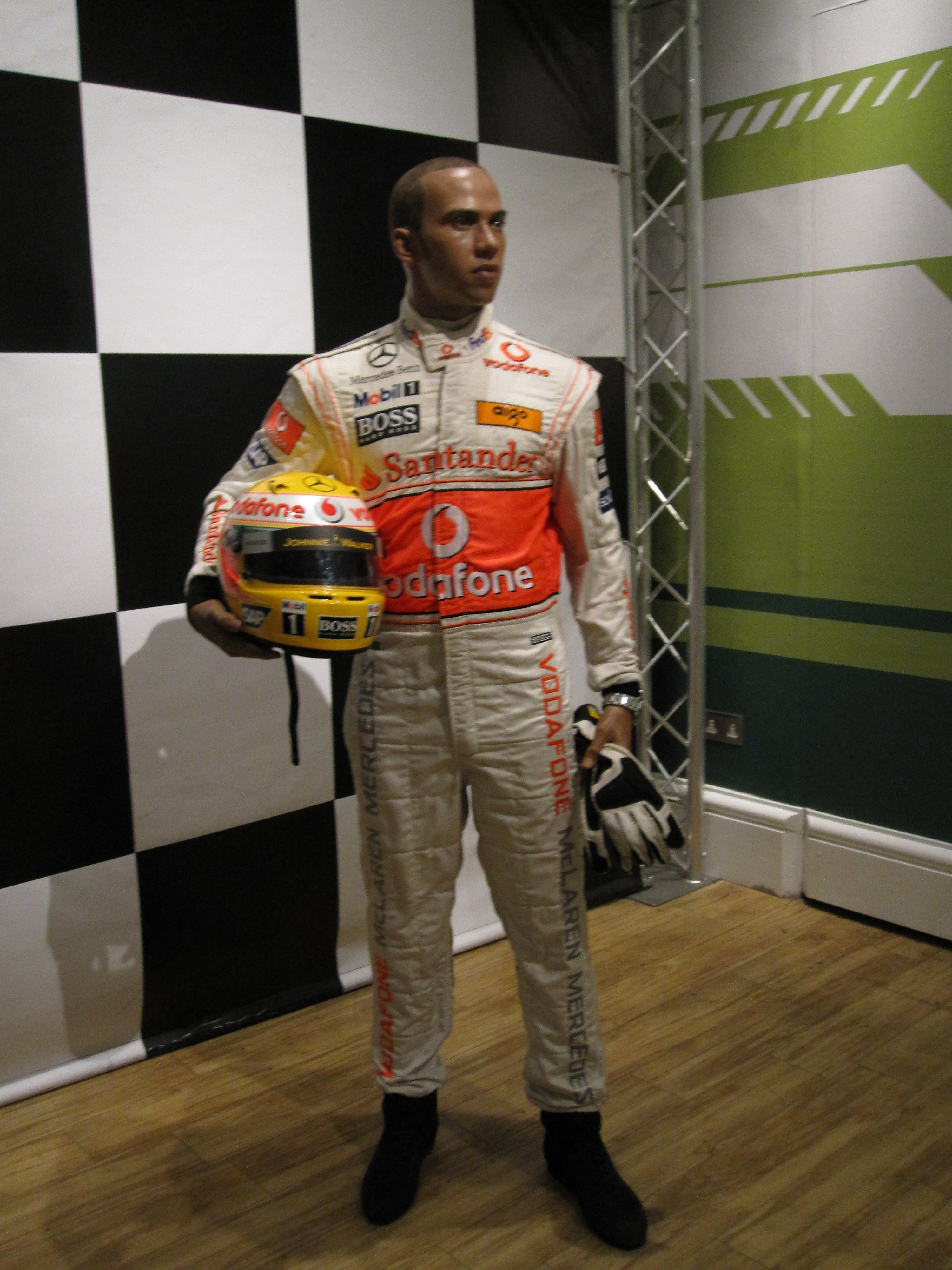
Фигура Льюиса Хэмилтона в музее Мадам Тюссо

В ноябре 2007 года Хэмилтон начал встречаться с Николь Шерзингер, на тот момент основной солисткой американской гёрл-группы Pussycat Dolls. В январе 2010 они впервые расстались. Однако разрыв продлился недолго, и вскоре Хэмилтон и Шерзингер снова были вместе. Во второй раз они расстались в конце 2011, однако дали отношениям новый шанс в 2012. Ещё одно короткое расставание произошло в июле 2013, но и оно вскоре привело к очередному воссоединению. Однако в феврале 2015 пара в очередной раз рассталась, но на этот раз окончательно.
После расставания с Николь Шерзингер ему регулярно приписывали роман то с Ириной Шейк, то с Джиджи Хадид, то с Кендалл Дженнер; однако дальше слухов эти дела не пошли. А в июле 2015 года стали активно проходить слухи, что британец встречается с американской певицей Рианной. 3 августа того же года был замечен рядом с ней на карнавале Kadooment Day, проходящем на Барбадосе.
Хэмилтон любит домашних животных, в частности собак; у него имеются два английских бульдога по имени Роско и Коко. У собак даже есть собственный аккаунт в Instagram, ведущийся самим Льюисом.
В начале декабря 2007 года Льюис Хэмилтон принял участие в популярном британском автомобильном телешоу Top Gear, там он выступил в рубрике «Знаменитость за рулем бюджетного автомобиля», в которой гонщики Формулы-1 традиционно выступают за рулем Suzuki Liana. Хэмилтон проехал круг на влажной трассе с результатом 1:44,7, что всего на 0,3 секунды медленнее времени белого Стига. В феврале 2013 года вновь посетил британскую передачу, на этот раз, на сухой трассе он проехал круг со временем 1:42,9, что было на 1,1 секунды лучше предыдущего рекорда, поставленного в июле 2011 года Себастьяном Феттелем.
Правда спустя два года, пришедший в Top Gear Даниэль Риккардо смог побить время Льюиса на 0,7 секунды (1:42,2) и установить новый рекорд прохождения трассы.
Также он был гостем программы в серии, в сюжете которой рассказывалось о его кумире Айртоне Сенне. Тогда Льюису предоставили возможность проехаться на McLaren’е MP4/4, на котором Сенна завоевал свой первый чемпионский титул в Формуле-1.
18 декабря 2007 года Хэмилтон на месяц был лишён прав во Франции за опасную езду со скоростью 196 км/ч на французском шоссе. Его Mercedes-Benz был также конфискован.
Именем Хэмилтона была названа одна из улиц его родного города Стивениджа.
Является болельщиком лондонского «Арсенала», причём болеет за «канониров» с пяти лет. 11 мая 2015 года принял участие в благотворительном матче, организованном британским Sky Sports, в нём приняли участие бывшие игроки «Арсенала», в том числе и Тьерри Анри.
В 2008 году Рон Деннис, руководитель McLaren, пообещал подарить Льюису гиперкар McLaren F1 LM, если тот станет трёхкратным чемпионом мира, за время своих выступлений за McLaren трёхкратным чемпионом он так и не стал.
Хэмилтон был награждён королевой званием Кавалера Ордена Британской Империи на церемонии награждения в Лондоне.
18 марта 2009 года, музей Мадам Тюссо представил восковую фигуру Хэмилтона в его гоночном комбинезоне Vodafone McLaren Mercedes. Стоимость этой реплики около £150 000, на её изготовление ушло шесть месяцев.

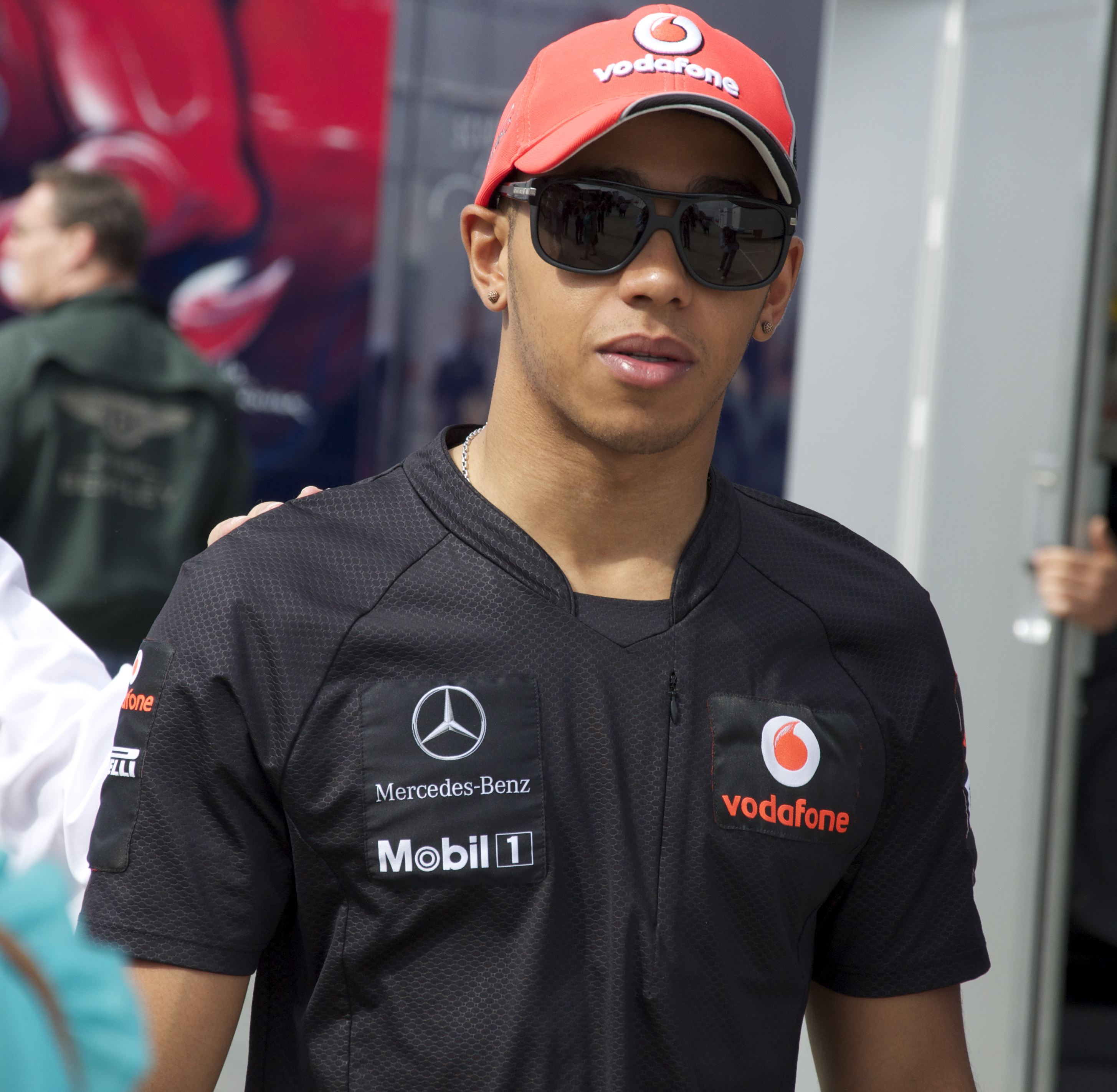
Хэмилтон в 2011 году

За два дня до Гран-при Австралии 2010 года, Полиция Виктории остановила Хэмилтона за то что он крутил «пончики» на арендованном автомобиле, его серебристый Mercedes C63 AMG был арестован на 48 часов. После, Хэмилтон принёс извинения за свои действия: «Этим вечером я ездил в слишком вольной манере, и в результате был задержан полицией, — признал гонщик. — То, что я сделал, было глупым, и я хотел бы принести свои извинения за это». В конечном итоге Хэмилтон был оштрафован на $500.
Его имя было четырежды увековечено на Аллее славы в Шанхае, посвящённой победителям Гран-при Китая.
Льюис озвучил самого себя в виде гоночной версии автомобиля McLaren MP4-12C в мультфильме «Тачки 2».
15 июля 2012 года принял участие в демонстрационных заездах вокруг Кремля «Moscow City Racing» на болиде McLaren MP4-26 образца 2011 года.
Принимал участие в эстафете олимпийского огня летних Олимпийских игр 2012 года, он проносил факел 9 июля на участке от Лутона в Оксфорд через Милтон Кейнс и Букингем. Хэмилтон должен был пронести Олимпийский факел через родной Стивенидж, но поскольку на планируемое время пришлось Гран-при Великобритании, Льюис нёс огонь на следующий день.
В 2012 году Хэмилтон был показан в мультфильме Tooned, вместе с Дженсоном Баттоном и комиком Александром Армстронгом.
У Хэмилтона обширный автопарк. Он владеет следующими машинами: Brabus Smart Roadster, дизельный Mercedes-Benz GL 320, Mercedes-Benz CLK 63 AMG Black Series, Mercedes-Benz SL 55 AMG, McLaren MP4-12C; гиперкары: McLaren P1, LaFerrari, Pagani Zonda 760 LH — сделанная по специальному заказу Льюиса. Также, он является владельцем двух отреставрированных AC Cobra 1967 года, красного и чёрного цветов, по словам Льюиса это один из его любимых автомобилей. Также в его гараже имеется несколько мотоциклов; он признал, что хотел бы когда-нибудь протестировать мотоцикл чемпионата «королевского класса» MotoGP.
В начале 2013 года Хэмилтон приобрёл личный самолёт Bombardier CL-600 красно-чёрного цвета. Его бортовой номер — G-LCDH.
Льюис любит играть на гитаре и заниматься музыкой, в 2011 он даже подписал контракт с агентством XIX Entertainment, с которыми разорвал сотрудничество в конце 2014 года, а спустя несколько месяцев подписал контракт с музыкальной PR-компанией PurplePR. В 2013 году записал 12 песен совместно с британским музыкантом Angel, которые, правда не пошли в широкий прокат. В 2015-м снова решил опробовать себя в качестве музыканта и записал порядка 80 песен. Также говорилось, что в 2012 году он записал целый R&B альбом, который не был выпущен. После завершения спортивной карьеры он хотел бы стать музыкантом.
Музыкальных пристрастий как таковых нет, Льюис слушает разную музыку, правда в юности он предпочитал хип-хоп.
Хэмилтон является заядлым киноманом, ему нравятся комедии 90-х с участием Эдди Мёрфи, а также многие современные фильмы. Среди его любимых актёров — Дензел Вашингтон и уже упомянутый Эдди Мёрфи.
В 2013 году Хэмилтон совершил восхождение на гору Кинабалу в Малайзии, также Льюис собирается покорить Эверест.
28 июня 2015 года был на приёме у королевы Великобритании Елизаветы II, где попал в неловкую ситуацию, нарушив одно из правил этикета.

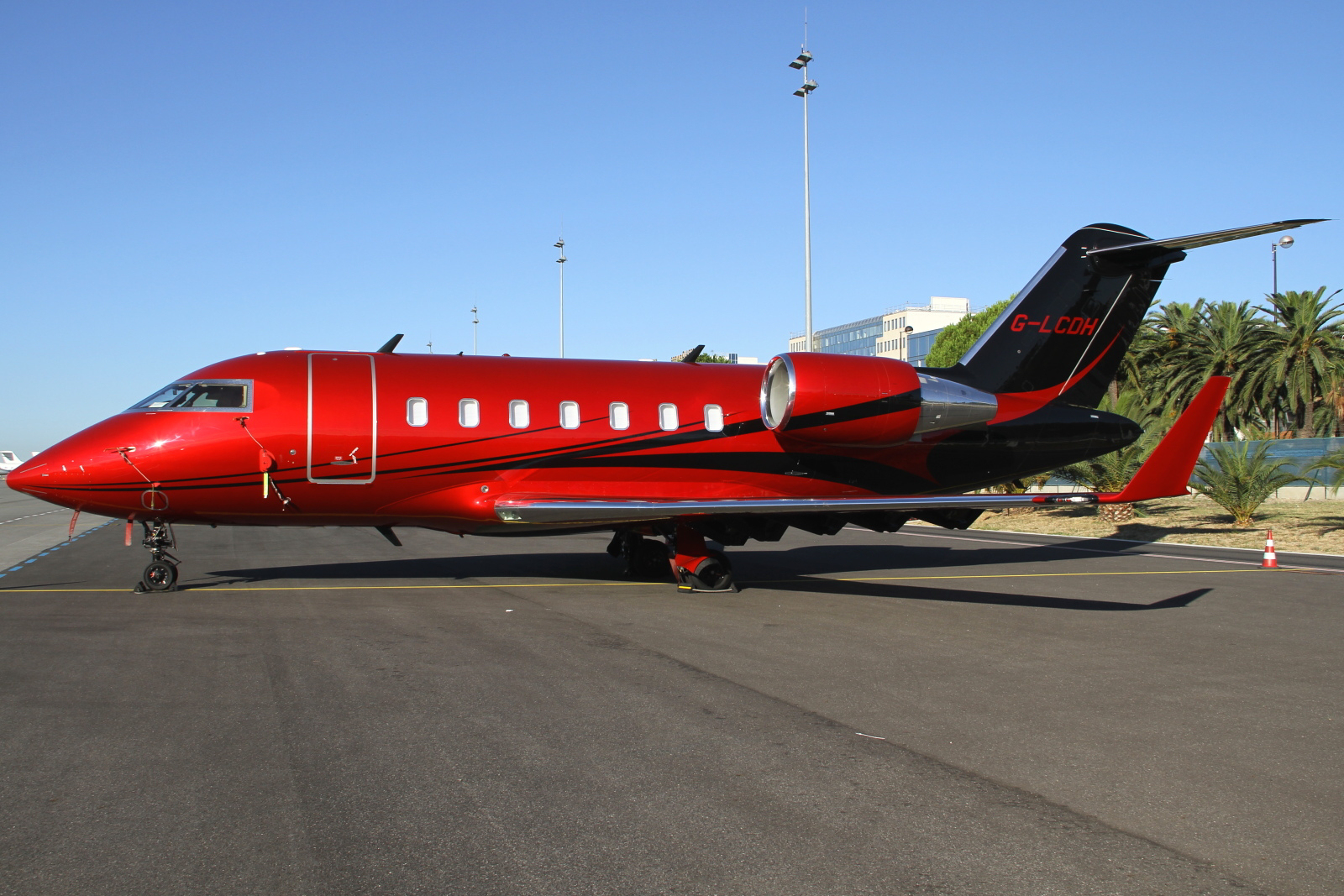
Самолёт Льюиса Хэмилтона в аэропорту Ниццы

Британское издание «SportsPro» опубликовало Топ-50 звезд спорта, которые пользуются наибольшей популярностью у спонсоров и рекламщиков — Хэмилтон оказался на первой строчке этого рейтинга.
Лучшим другом британца являлся гонщик Формулы-1 Адриан Сутиль, до инцидента, произошедшего в клубе после Гран-при Китая. Они были напарниками по команде «ASM Formule 3», перед тем как уйти в GP2, а затем в Формулу-1. Также Льюис является другом Нико Росберга, но после всех гоночных инцидентов произошедших с ними в 2014 году, они вряд ли дружат.
Хэмилтон владеет большой коллекцией часов (их у него около 50). Во время своего визита в Москву он представил часы-хронометр «Ingenieur Chronograph Edition Lewis Hamilton», созданные компанией IWC в сотрудничестве с Льюисом. Дизайн часов разрабатывался самим британцем, корпус был выполнен из титана, циферблат и всё остальное — из карбона.
Будучи пилотом McLaren, был лицом компании TAG Heuer, которая сотрудничала с британской «конюшней» с 1985 года, а с самим Льюисом с 2006; за это время он снялся в нескольких рекламных роликах компании, а также они совместно выпустили несколько часов: «Carrera» и «Calibre S».
Хэмилтон является поклонником искусства; один из его любимых художников Энди Уорхол. Во время уик-энда Гран-при США 2014 года, Хэмилтон носил золотую рамку с версией произведения Warhol's Cars, картина с Mercedes-Benz 300SL Coupe висела на цепи вокруг его шеи.

#### Веганский активизм
В 2018 году стал человеком года по веганскому активизму организации по защите прав животных PETA.

#### Татуировки
На теле Льюиса Хэмилтона насчитывается около десяти татуировок. В основном они касаются религиозной темы. По словам Льюиса, ему всегда нравились татуировки.
- Крылья ангела, крест и надпись «Still I Rise» (рус. «Я всё-таки пробьюсь»)[319] — расположена на спине[320]
- Ангел-хранитель — на предплечье правой руки[321]
- Сердце и крест (Священное сердце) — на локте правой руки[321]
- Надпись «Powerful Beyond Measure» (рус. «Мощный сверх меры») — на груди[322]
- «Пьета» — изображение девы Марии с Христом — на правом плече
- Компас (роза ветров) — на груди
- 44 — за ухом[323]
- Надпись «Family» (рус. «Семья») — на надплечье (с обеих сторон)
- Голова льва — на груди[322][324]
- Цветок — на правом боку[257]

### Коммерческая деятельность
До 2010 года менеджером Льюиса был его отец — Энтони. После разрыва деловых отношений со своим отцом, в 2011-м он подписал контракт с Саймоном Фуллером из компании XIX Entertainment, однако в 2014 году их контракт истёк, и гонщик не стал продлевать его. В настоящее время обходится без менеджера.
Хэмилтон подписал рекламные контракты с компаниями: Mobil, Boss, TAG Heuer, Vodafone, Hilton и Reebok, причём с последними в 2008-м он подписал многолетний контракт стоимостью $20 млн, рассчитанный до 2011 года; по завершении этого, он подписал новый контракт, который также оценивается в несколько миллионов. В марте 2010 года nDreams совместно с Reebok создали игру в альтернативной реальности с участием Льюиса Хэмилтона — «Lewis Hamilton: Secret Life». В ней принимали участие более чем 637 тысяч игроков из 154 стран. Игра была выпущена на девяти языках мира.

## Доходы
В 2010-е и 2020-е годы Хэмилтон регулярно оказывался на первых строчках в рейтинге самых высокооплачиваемых пилотов Формулы-1.
Зарплата Льюиса Хэмилтона в годы выступлений в Формуле-1:
- за 2007 год — 1 млн $[331]
- за 2008 год — 5 млн $[332]
- за 2009 год — 18 млн $[333]
- за 2010 год — 16 млн €[334]
- за 2011 год — 29,5 млн €[335]
- за 2012 год — 16 млн €[336]
- за 2013 год — 20 млн €[337]
- за 2014 год — 20 млн €[338][339]
- за 2015 год — 25 млн €[340][341]

На 2014 год Хэмилтон являлся самым богатым британским спортсменом, и одним из самых богатых гонщиков. Согласно рейтингу издания The Sunday Times на 2014 год состояние гонщика составляет 68 млн £ (115 млн $).
В 2015 году продлил контракт с командой «Мерседес». За три года последующих выступлений он должен был получить порядка 100 млн £.
Посол немецкого спортивного гиганта PUMA.

## Шлем

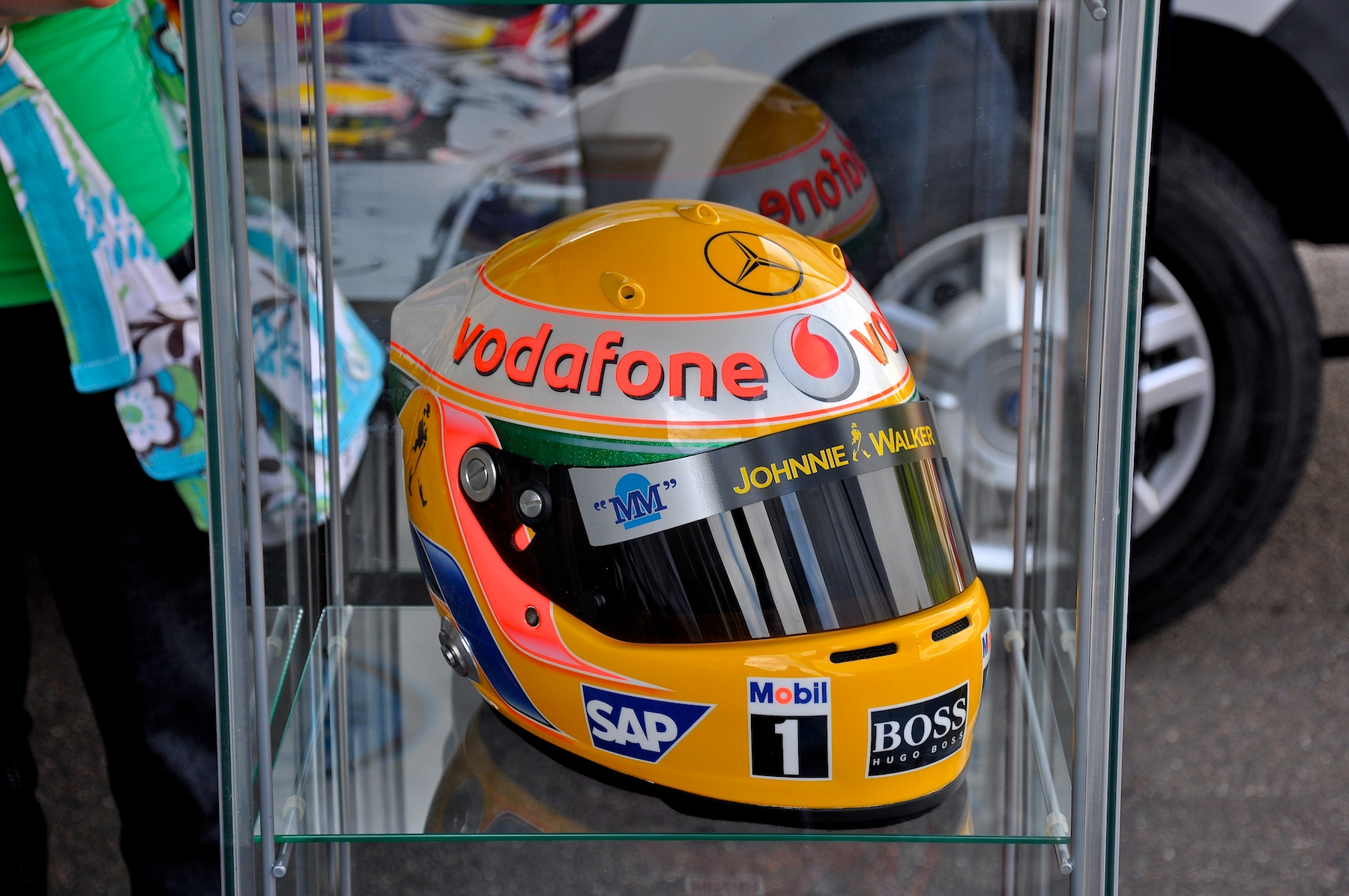
Шлем Хэмилтона на сезон

Исходя из того факта, что в прошлом Айртон Сенна был его кумиром, некоторые люди считали что жёлтый цвет шлема был выбран в его честь. На самом деле жёлтый цвет попросил сделать отец, чтобы сына можно было легко отличить. Хэмилтон также выбрал дополнительные синий, зелёный и красный цвета. Хэмилтон использовал жёлтый шлем до сезона 2013 включительно.
В 2014 году он сменил дизайн шлема на белый. Дополнительными цветами к своему шлему Хэмилтон выбрал красный, чёрный и жёлтый.
На Гран-при Бразилии 2011 года Льюис раскрасил свой шлем в цвета шлема Айртона Сенны, после гонки шлем был продан в Институт Айртона Сенны.

## Результаты выступлений

### Статистика
| Сезон | Серия                             | Команда                       | Старты | Победы | Поулы | БК | Подиумы | Очки  | Место |
| ----- | --------------------------------- | ----------------------------- | ------ | ------ | ----- | -- | ------- | ----- | ----- |
| 2001  | Формула-Рено 2000 UK Зимняя серия | Manor Motorsport              | 4      | 0      | 0     | 0  | 0       | ?     | 5     |
| 2002  | Формула-Рено 2000 UK              | Manor Motorsport              | 13     | 3      | 3     | 5  | 7       | 274   | 3     |
| 2002  | Формула-Рено 2000 Еврокубок       | Manor Motorsport              | 4      | 1      | 1     | 2  | 3       | 92    | 5     |
| 2003  | Формула-Рено 2000 UK              | Manor Motorsport              | 15     | 10     | 11    | 9  | 13      | 419   | 1     |
| 2003  | Британская Формула-3              | Manor Motorsport              | 2      | 0      | 0     | 0  | 0       | 0     | НКЛ   |
| 2003  | Формула-Рено 2000 Мастерс         | Manor Motorsport              | 2      | 0      | 0     | 0  | 1       | 24    | 12    |
| 2003  | Формула-Рено 2000 Германия        | Manor Motorsport              | 2      | 0      | 0     | 0  | 0       | 25    | 27    |
| 2003  | Супер-приз Кореи                  | Manor Motorsport              | 1      | 0      | 1     | 0  | 0       | —     | НКЛ   |
| 2003  | Гран-при Макао                    | Manor Motorsport              | 1      | 0      | 0     | 0  | 0       | —     | НКЛ   |
| 2004  | Евросерия Формулы-3               | Manor Motorsport              | 20     | 1      | 1     | 2  | 5       | 69    | 5     |
| 2004  | Суперприз Бахрейна                | Manor Motorsport              | 1      | 1      | 0     | 0  | 1       | —     | 1     |
| 2004  | Гран-при Макао                    | Manor Motorsport              | 1      | 0      | 0     | 0  | 0       | —     | 14    |
| 2004  | Формула-3 Мастерс                 | Manor Motorsport              | 1      | 0      | 0     | 0  | 0       | —     | 14    |
| 2005  | Евросерия Формулы-3               | ASM Formule 3                 | 20     | 15     | 13    | 10 | 17      | 172   | 1     |
| 2005  | Формула-3 Мастерс                 | ASM Formule 3                 | 1      | 1      | 1     | 1  | 1       | —     | 1     |
| 2006  | GP2                               | ART Grand Prix                | 21     | 5      | 1     | 7  | 14      | 114   | 1     |
| 2007  | Формула-1                         | Vodafone McLaren Mercedes     | 17     | 4      | 6     | 2  | 12      | 109   | 2     |
| 2008  | Формула-1                         | Vodafone McLaren Mercedes     | 18     | 5      | 7     | 1  | 10      | 98    | 1     |
| 2009  | Формула-1                         | Vodafone McLaren Mercedes     | 17     | 2      | 4     | 0  | 5       | 49    | 5     |
| 2010  | Формула-1                         | Vodafone McLaren Mercedes     | 19     | 3      | 1     | 5  | 9       | 240   | 4     |
| 2011  | Формула-1                         | Vodafone McLaren Mercedes     | 19     | 3      | 1     | 3  | 6       | 227   | 5     |
| 2012  | Формула-1                         | Vodafone McLaren Mercedes     | 20     | 4      | 7     | 1  | 7       | 190   | 4     |
| 2013  | Формула-1                         | Mercedes AMG Petronas F1 Team | 19     | 1      | 5     | 1  | 5       | 189   | 4     |
| 2014  | Формула-1                         | Mercedes AMG Petronas F1 Team | 19     | 11     | 7     | 7  | 16      | 384   | 1     |
| 2015  | Формула-1                         | Mercedes AMG Petronas F1 Team | 19     | 10     | 11    | 7  | 17      | 381   | 1     |
| 2016  | Формула-1                         | Mercedes AMG Petronas F1 Team | 21     | 10     | 12    | 3  | 17      | 380   | 2     |
| 2017  | Формула-1                         | Mercedes AMG Petronas F1 Team | 20     | 9      | 11    | 7  | 13      | 363   | 1     |
| 2018  | Формула-1                         | Mercedes AMG Petronas F1 Team | 21     | 11     | 11    | 3  | 17      | 408   | 1     |
| 2019  | Формула-1                         | Mercedes AMG Petronas F1 Team | 21     | 11     | 5     | 6  | 17      | 413   | 1     |
| 2020  | Формула-1                         | Mercedes AMG Petronas F1 Team | 16     | 11     | 10    | 6  | 14      | 347   | 1     |
| 2021  | Формула-1                         | Mercedes AMG Petronas F1 Team | 22     | 8      | 5     | 6  | 17      | 387.5 | 2     |
| 2022  | Формула-1                         | Mercedes AMG Petronas F1 Team | 22     | 0      | 0     | 2  | 9       | 240   | 6     |
| 2023  | Формула-1                         | Mercedes AMG Petronas F1 Team | 22     | 0      | 1     | 4  | 6       | 234   | 3     |
| 2024  | Формула-1                         | Mercedes AMG Petronas F1 Team | 24     | 2      | 0     | 2  | 5       | 223   | 7     |
| 2025  | Формула-1                         | Феррари                       | 14     | 0      | 0     | 0  | 0       | 109   | 6*    |

* Сезон продолжается.

### Евросерия Формулы-3
| Год  | Команда          | Шасси            | Двигатель    | 1        | 2       | 3          | 4       | 5          | 6       | 7      | 8       | 9       | 10      | 11         | 12       | 13       | 14      | 15         | 16      | 17      | 18      | 19      | 20      | Место | Очки |
| ---- | ---------------- | ---------------- | ------------ | -------- | ------- | ---------- | ------- | ---------- | ------- | ------ | ------- | ------- | ------- | ---------- | -------- | -------- | ------- | ---------- | ------- | ------- | ------- | ------- | ------- | ----- | ---- |
| 2004 | Manor Motorsport | Dallara F302/049 | HWA-Mercedes | ХОК 1 11 | ХОК 2 6 | ЭШТ 1 Сход | ЭШТ 2 9 | АДР 1 Сход | АДР 1 5 | ПО 1 4 | ПО 2 7  | НОР 1   | НОР 1 3 | МАН 1 Сход | МАН 2 21 | НЮР 1 3  | НЮР 2 4 | ЗАН 1 3    | ЗАН 2 6 | БРН 1 7 | БРН 2 4 | ХОК 3 2 | ХОК 4 6 | 5     | 68   |
| 2005 | ASM Formule 3    | Dallara F305/021 | Mercedes     | ХОК 1    | ХОК 2 3 | ПО 1       | ПО 2 1  | СПА 1 ДСК  | СПА 2 1 | МОН 1  | МОН 2 1 | ОШЕ 1 3 | ОШЕ 2 1 | НОР 1      | НОР 2 1  | НЮР 1 12 | НЮР 2 1 | ЗАН 1 Сход | ЗАН 2 1 | ЛАУ 1   | ЛАУ 2 1 | ХОК 3 1 | ХОК 4 1 | 1     | 172  |

### GP2
| Легенда к таблице |                                                                    |
| --- | ------------------------------------------------------------------ |
| В таблице перечислены результаты всех Гран-при Формулы-1, в которых принимал участие гонщик. Строками таблицы являются сезоны, столбцами — этапы чемпионата мира. В каждой клетке указаны сокращённое название этапа и результат, дополнительно обозначенный цветом. Расшифровка обозначений и цветов представлена в нижеследующей таблице. |                                                                    |
| \| Пример \| Описание \| \| ------------ \| ------------------------------------------------------------------ \| \| 1 \| Победитель \| \| 2 \| Второе место \| \| 3 \| Третье место \| \| 5 \| Финишировал, заработав очки \| \| Сход \| Не финишировал, но при этом заработал очки \| \| 12 \| Финишировал, не получив очков \| \| НКЛ \| Финишировал, но не попал в финальную классификацию \| \| 15 \| Участвовал вне зачёта, либо по отдельной классификации \| \| 18 \| Не финишировал, но попал в финальную классификацию \| \| Сход \| Не финишировал \| \| НКВ \| Не прошёл квалификацию \| \| НПКВ \| Не прошёл предквалификацию \| \| ДСК \| Дисквалифицирован \| \| ИСК \| Исключён из протокола соревнований \| \| ТТ \| Заявлен для участия только в тренировках \| \| НС \| Участвовал в квалификации, но не стартовал в гонке \| \| Т \| Травмирован или болен \| \| ОТК \| Отказ от участия \| \| НТР \| Прибыл на соревнования, но на трассу не выезжал \| \| НПР \| Был заявлен в числе участников, но не прибыл к началу соревнований \| \| О \| Соревнования отменены \| \| \| Не участвовал \| \| Поул-позиция \| \| \| Быстрый круг \| \| |                                                                    |
| Пример | Описание                                                           |
| 1 | Победитель                                                         |
| 2 | Второе место                                                       |
| 3 | Третье место                                                       |
| 5 | Финишировал, заработав очки                                        |
| Сход | Не финишировал, но при этом заработал очки                         |
| 12 | Финишировал, не получив очков                                      |
| НКЛ | Финишировал, но не попал в финальную классификацию                 |
| 15 | Участвовал вне зачёта, либо по отдельной классификации             |
| 18 | Не финишировал, но попал в финальную классификацию                 |
| Сход | Не финишировал                                                     |
| НКВ | Не прошёл квалификацию                                             |
| НПКВ | Не прошёл предквалификацию                                         |
| ДСК | Дисквалифицирован                                                  |
| ИСК | Исключён из протокола соревнований                                 |
| ТТ | Заявлен для участия только в тренировках                           |
| НС | Участвовал в квалификации, но не стартовал в гонке                 |
| Т | Травмирован или болен                                              |
| ОТК | Отказ от участия                                                   |
| НТР | Прибыл на соревнования, но на трассу не выезжал                    |
| НПР | Был заявлен в числе участников, но не прибыл к началу соревнований |
| О | Соревнования отменены                                              |
| | Не участвовал                                                      |
| Поул-позиция |                                                                    |
| Быстрый круг |                                                                    |

| Год  | Команда        | 1       | 2       | 3         | 4        | 5     | 6       | 7       | 8       | 9     | 10    | 11      | 12       | 13      | 14      | 15      | 16       | 17    | 18      | 19    | 20      | 21    | Место | Очки |
| ---- | -------------- | ------- | ------- | --------- | -------- | ----- | ------- | ------- | ------- | ----- | ----- | ------- | -------- | ------- | ------- | ------- | -------- | ----- | ------- | ----- | ------- | ----- | ----- | ---- |
| 2006 | ART Grand Prix | ВАЛ 1 2 | ВАЛ 2 6 | САН 1 ДСК | САН 2 10 | ЕВР 1 | ЕВР 2 1 | ИСП 1 2 | ИСП 2 4 | МОН 1 | ВЕЛ 1 | ВЕЛ 2 1 | ФРА 1 19 | ФРА 2 5 | ГЕР 1 2 | ГЕР 2 3 | ВЕН 1 10 | ВЕН 2 | ТУЦ 1 2 | ТУЦ 2 | ИТА 1 3 | ИТА 2 | 1     | 114  |

### Формула-1
| Легенда к таблице |                                                                    |
| --- | ------------------------------------------------------------------ |
| В таблице перечислены результаты всех Гран-при Формулы-1, в которых принимал участие гонщик. Строками таблицы являются сезоны, столбцами — этапы чемпионата мира. В каждой клетке указаны сокращённое название этапа и результат, дополнительно обозначенный цветом. Расшифровка обозначений и цветов представлена в нижеследующей таблице. |                                                                    |
| \| Пример \| Описание \| \| ------------ \| ------------------------------------------------------------------ \| \| 1 \| Победитель \| \| 2 \| Второе место \| \| 3 \| Третье место \| \| 5 \| Финишировал, заработав очки \| \| Сход \| Не финишировал, но при этом заработал очки \| \| 12 \| Финишировал, не получив очков \| \| НКЛ \| Финишировал, но не попал в финальную классификацию \| \| 15 \| Участвовал вне зачёта, либо по отдельной классификации \| \| 18 \| Не финишировал, но попал в финальную классификацию \| \| Сход \| Не финишировал \| \| НКВ \| Не прошёл квалификацию \| \| НПКВ \| Не прошёл предквалификацию \| \| ДСК \| Дисквалифицирован \| \| ИСК \| Исключён из протокола соревнований \| \| ТТ \| Заявлен для участия только в тренировках \| \| НС \| Участвовал в квалификации, но не стартовал в гонке \| \| Т \| Травмирован или болен \| \| ОТК \| Отказ от участия \| \| НТР \| Прибыл на соревнования, но на трассу не выезжал \| \| НПР \| Был заявлен в числе участников, но не прибыл к началу соревнований \| \| О \| Соревнования отменены \| \| \| Не участвовал \| \| Поул-позиция \| \| \| Быстрый круг \| \| |                                                                    |
| Пример | Описание                                                           |
| 1 | Победитель                                                         |
| 2 | Второе место                                                       |
| 3 | Третье место                                                       |
| 5 | Финишировал, заработав очки                                        |
| Сход | Не финишировал, но при этом заработал очки                         |
| 12 | Финишировал, не получив очков                                      |
| НКЛ | Финишировал, но не попал в финальную классификацию                 |
| 15 | Участвовал вне зачёта, либо по отдельной классификации             |
| 18 | Не финишировал, но попал в финальную классификацию                 |
| Сход | Не финишировал                                                     |
| НКВ | Не прошёл квалификацию                                             |
| НПКВ | Не прошёл предквалификацию                                         |
| ДСК | Дисквалифицирован                                                  |
| ИСК | Исключён из протокола соревнований                                 |
| ТТ | Заявлен для участия только в тренировках                           |
| НС | Участвовал в квалификации, но не стартовал в гонке                 |
| Т | Травмирован или болен                                              |
| ОТК | Отказ от участия                                                   |
| НТР | Прибыл на соревнования, но на трассу не выезжал                    |
| НПР | Был заявлен в числе участников, но не прибыл к началу соревнований |
| О | Соревнования отменены                                              |
| | Не участвовал                                                      |
| Поул-позиция |                                                                    |
| Быстрый круг |                                                                    |

| Сезон | Команда                          | Шасси                              | Двигатель                           | Ш | 1        | 2       | 3        | 4      | 5        | 6      | 7        | 8      | 9        | 10       | 11    | 12       | 13       | 14       | 15       | 16       | 17       | 18       | 19       | 20       | 21     | 22     | 23     | 24    | Место | Очки  |
| ----- | -------------------------------- | ---------------------------------- | ----------------------------------- | - | -------- | ------- | -------- | ------ | -------- | ------ | -------- | ------ | -------- | -------- | ----- | -------- | -------- | -------- | -------- | -------- | -------- | -------- | -------- | -------- | ------ | ------ | ------ | ----- | ----- | ----- |
| 2007  | Vodafone McLaren Mercedes        | McLaren MP4-22                     | Mercedes FO108T 2,4 V8              | B | АВС 3    | МАЛ 2   | БАХ 2    | ИСП 2  | МОН 2    | КАН 1  | США 1    | ФРА 3  | ВЕЛ 3    | ЕВР 9    | ВЕН 1 | ТУР 5    | ИТА 2    | БЕЛ 4    | ЯПО 1    | КИТ Сход | БРА 7    |          |          |          |        |        |        |       | 2     | 109   |
| 2008  | Vodafone McLaren Mercedes        | McLaren MP4-23                     | Mercedes FO108V 2,4 V8              | B | АВС 1    | МАЛ 5   | БАХ 13   | ИСП 3  | ТУР 2    | МОН 1  | КАН Сход | ФРА 10 | ВЕЛ 1    | ГЕР 1    | ВЕН 5 | ЕВР 2    | БЕЛ 3    | ИТА 7    | СИН 3    | ЯПО 12   | КИТ 1    | БРА 5    |          |          |        |        |        |       | 1     | 98    |
| 2009  | Vodafone McLaren Mercedes        | McLaren MP4-24                     | Mercedes FO108W 2,4 V8              | B | АВС ДСК  | МАЛ 7   | КИТ 6    | БАХ 4  | ИСП 9    | МОН 12 | ТУР 13   | ВЕЛ 16 | ГЕР 18   | ВЕН 1    | ЕВР 2 | БЕЛ Сход | ИТА 12   | СИН 1    | ЯПО 3    | БРА 3    | АБУ Сход |          |          |          |        |        |        |       | 5     | 49    |
| 2010  | Vodafone McLaren Mercedes        | McLaren MP4-25                     | Mercedes FO108X 2,4 V8              | B | БАХ 3    | АВС 6   | МАЛ 6    | КИТ 2  | ИСП 14   | МОН 5  | ТУР 1    | КАН 1  | ЕВР 2    | ВЕЛ 2    | ГЕР 4 | ВЕН Сход | БЕЛ 1    | ИТА Сход | СИН Сход | ЯПО 5    | КОР 2    | БРА 4    | АБУ 2    |          |        |        |        |       | 4     | 240   |
| 2011  | Vodafone McLaren Mercedes        | McLaren MP4-26                     | Mercedes FO108Y 2,4 V8              | P | АВС 2    | МАЛ 8   | КИТ 1    | ТУР 4  | ИСП 2    | МОН 6  | КАН Сход | ЕВР 4  | ВЕЛ 4    | ГЕР 1    | ВЕН 4 | БЕЛ Сход | ИТА 4    | СИН 5    | ЯПО 5    | КОР 2    | ИНД 7    | АБУ 1    | БРА Сход |          |        |        |        |       | 5     | 227   |
| 2012  | Vodafone McLaren Mercedes        | McLaren MP4-27                     | Mercedes FO108Z 2,4 V8              | P | АВС 3    | МАЛ 3   | КИТ 3    | БАХ 8  | ИСП 8    | МОН 5  | КАН 1    | ЕВР 19 | ВЕЛ 8    | ГЕР Сход | ВЕН 1 | БЕЛ Сход | ИТА 1    | СИН Сход | ЯПО 5    | КОР 10   | ИНД 4    | АБУ Сход | США 1    | БРА Сход |        |        |        |       | 4     | 190   |
| 2013  | Mercedes AMG Petronas F1 Team    | Mercedes AMG F1 W04                | Mercedes FO108F 2,4 V8              | P | АВС 5    | МАЛ 3   | КИТ 3    | БАХ 5  | ИСП 12   | МОН 4  | КАН 3    | ВЕЛ 4  | ГЕР 5    | ВЕН 1    | БЕЛ 3 | ИТА 9    | СИН 5    | КОР 5    | ЯПО Сход | ИНД 6    | АБУ 7    | США 4    | БРА 9    |          |        |        |        |       | 4     | 189   |
| 2014  | Mercedes AMG Petronas F1 Team    | Mercedes AMG F1 W05 Hybrid         | Mercedes PU106A Hybrid 1,6 V6Т      | P | АВС Сход | МАЛ 1   | БАХ 1    | КИТ 1  | ИСП 1    | МОН 2  | КАН Сход | АВТ 2  | ВЕЛ 1    | ГЕР 3    | ВЕН 3 | БЕЛ Сход | ИТА 1    | СИН 1    | ЯПО 1    | РОС 1    | США 1    | БРА 2    | АБУ 1    |          |        |        |        |       | 1     | 384   |
| 2015  | Mercedes AMG Petronas F1 Team    | Mercedes AMG F1 W06 Hybrid         | Mercedes PU106B Hybrid 1,6 V6Т      | P | АВС 1    | МАЛ 2   | КИТ 1    | БАХ 1  | ИСП 2    | МОН 3  | КАН 1    | АВТ 2  | ВЕЛ 1    | ВЕН 6    | БЕЛ 1 | ИТА 1    | СИН Сход | ЯПО 1    | РОС 1    | США 1    | МЕК 2    | БРА 2    | АБУ 2    |          |        |        |        |       | 1     | 381   |
| 2016  | Mercedes AMG Petronas F1 Team    | Mercedes F1 W07 Hybrid             | Mercedes PU106C Hybrid 1,6 V6T      | P | АВС 2    | БАХ 3   | КИТ 7    | РОС 2  | ИСП Сход | МОН 1  | КАН 1    | ЕВР 5  | АВТ 1    | ВЕЛ 1    | ВЕН 1 | ГЕР 1    | БЕЛ 3    | ИТА 2    | СИН 3    | МАЛ Сход | ЯПО 3    | США 1    | МЕК 1    | БРА 1    | АБУ 1  |        |        |       | 2     | 380   |
| 2017  | Mercedes AMG Petronas Motorsport | Mercedes AMG F1 W08 EQ Power+      | Mercedes M08 EQ Power+ 1,6 V6T      | P | АВС 2    | КИТ 1   | БАХ 2    | РОС 4  | ИСП 1    | МОН 7  | КАН 1    | АЗЕ 5  | АВТ 4    | ВЕЛ 1    | ВЕН 4 | БЕЛ 1    | ИТА 1    | СИН 1    | МАЛ 2    | ЯПО 1    | США 1    | МЕК 9    | БРА 4    | АБУ 2    |        |        |        |       | 1     | 363   |
| 2018  | Mercedes AMG Petronas Motorsport | Mercedes AMG F1 W09 EQ Power+      | Mercedes M09 EQ Power+ 1,6 V6T      | P | АВС 2    | БАХ 3   | КИТ 4    | АЗЕ 1  | ИСП 1    | МОН 3  | КАН 5    | ФРА 1  | АВТ Сход | ВЕЛ 2    | ГЕР 1 | ВЕН 1    | БЕЛ 2    | ИТА 1    | СИН 1    | РОС 1    | ЯПО 1    | США 3    | МЕК 4    | БРА 1    | АБУ 1  |        |        |       | 1     | 408   |
| 2019  | Mercedes AMG Petronas Motorsport | Mercedes AMG F1 W10 EQ Power+      | Merсedes M10 EQ Power+ 1,6 V6T      | P | АВС 2    | БАХ 1   | КИТ 1    | АЗЕ 2  | ИСП 1    | МОН 1  | КАН 1    | ФРА 1  | АВТ 5    | ВЕЛ 1    | ГЕР 9 | ВЕН 1    | БЕЛ 2    | ИТА 3    | СИН 4    | РОС 1    | ЯПО 3    | МЕК 1    | США 2    | БРА 7    | АБУ 1  |        |        |       | 1     | 413   |
| 2020  | Mercedes AMG Petronas F1 Team    | Mercedes-AMG F1 W11 EQ Performance | Mercedes M11 EQ Performance 1,6 V6T | P | АВТ 4    | ШТИ 1   | ВЕН 1    | ВЕЛ 1  | 70Л 2    | ИСП 1  | БЕЛ 1    | ИТА 7  | ТОС 1    | РОС 3    | АЙФ 1 | ПОР 1    | ЭМИ 1    | ТУР 1    | БАХ 1    | САХ      | АБУ 3    |          |          |          |        |        |        |       | 1     | 347   |
| 2021  | Mercedes AMG Petronas F1 Team    | Mercedes-AMG F1 W12 E Performance  | Mercedes M12 E Performance 1,6 V6T  | P | БАХ 1    | ЭМИ 2   | ПОР 1    | ИСП 1  | МОН 7    | АЗЕ 15 | ФРА 2    | ШТИ 2  | АВТ 4    | ВЕЛ 1    | ВЕН 2 | БЕЛ 3    | НИД 2    | ИТА Сход | РОС 1    | ТУР 5    | США 2    | МЕХ 2    | САП 1    | КАТ 1    | САУ 1  | АБУ 2  |        |       | 2     | 387,5 |
| 2022  | Mercedes AMG Petronas F1 Team    | Mercedes-AMG F1 W13 E Performance  | Mercedes M13 E Performance 1,6 V6T  | P | БАХ 3    | САУ 10  | АВС 4    | ЭМИ 13 | МАЙ 6    | ИСП 5  | МОН 8    | АЗЕ 4  | КАН 3    | ВЕЛ 3    | АВТ 3 | ФРА 2    | ВЕН 2    | БЕЛ Сход | НИД 4    | ИТА 5    | СИН 9    | ЯПО 5    | США 2    | МЕХ 2    | САП 2  | АБУ 18 |        |       | 6     | 240   |
| 2023  | Mercedes AMG Petronas F1 Team    | Mercedes-AMG F1 W14 E Performance  | Mercedes M14 E Performance 1,6 V6T  | P | БАХ 5    | САУ 5   | АВС 2    | АЗЕ 6  | МАЙ 6    | МОН 4  | ИСП 2    | КАН 3  | АВТ 8    | ВЕЛ 3    | ВЕН 4 | БЕЛ 4    | НИД 6    | ИТА 6    | СИН 3    | ЯПО 5    | КАТ Сход | США ДСК  | МЕХ 2    | САП 8    | ЛАС 7  | АБУ 9  |        |       | 3     | 234   |
| 2024  | Mercedes AMG Petronas F1 Team    | Mercedes-AMG F1 W15 E Performance  | Mercedes M15 E Performance 1,6 V6T  | P | БАХ 7    | САУ 9   | АВС Сход | ЯПО 9  | КИТ 9    | МАЙ 6  | ЭМИ 6    | МОН 7  | КАН 4    | ИСП 3    | АВТ 4 | ВЕЛ 1    | ВЕН 3    | БЕЛ 1    | НИД 8    | ИТА 5    | АЗЕ 9    | СИН 6    | США      | МЕХ 4    | САП 10 | ЛАС 2  | КАТ 12 | АБУ 4 | 7     | 223   |
| 2025  | Scuderia Ferrari HP              | Ferrari SF-25                      | Ferrari 066/12 1,6 V6T              | P | АВС 10   | КИТ ДСК | ЯПО 7    | БАХ 5  | САУ 7    | МАЙ 8  | ЭМИ 4    | МОН 5  | ИСП 6    | КАН 6    | АВТ 4 | ВЕЛ 4    | БЕЛ 7    | ВЕН 12   | НИД      | ИТА      | АЗЕ      | СИН      | США      | МЕХ      | САП    | ЛАС    | КАТ    | АБУ   | 6*    | 109*  |

* Сезон продолжается.

## Рекорды
Хэмилтон повторил или перекрыл следующие рекорды в Формуле-1:
- Самый молодой лидер чемпионата: 22 года 4 месяца 8 дней — на Гран-при Бахрейна 2007 года (предыдущий рекорд установил Фернандо Алонсо в 23 года 7 месяцев 22 дня на Гран-при Малайзии 2005 года)[347].
- Самая продолжительная серия подиумов начиная с дебютной гонки: 9 (Гран-при Австралии 2007 года — Гран-при Великобритании 2007 года) (предыдущим рекордом были 2 подиума Питера Эранделла: Гран-при Монако 1964 года — Гран-при Нидерландов 1964 года)[348].
- Самая продолжительная серия гонок, в которых он лидировал хотя бы один круг: 18 (Гран-при Венгрии 2014 года — Гран-при Великобритании 2015 года)[349] (предыдущим рекордом было 17 гонок Джеки Стюарта: Гран-при США 1968 года — Гран-при Бельгии 1970 года)[350].
- Наибольшее число гонок с лидированием от старта до финиша — 19[351] (повторение рекорда Айртона Сенны).
- Наибольшее число гонок хотя бы с одним кругом лидирования — 148.
- Наибольшее количество побед в дебютном сезоне: 4 (Канада, США, Венгрия и Япония в 2007 году) (повторение рекорда Жака Вильнёва (Европа, Великобритания, Венгрия и Португалия в 1996 году).
- Наибольшее количество поулов в дебютном сезоне: 6 (Канада, США, Великобритания, Венгрия, Япония и Китай в 2007 году) (предыдущий рекорд — 3 поул-позиции — удерживали Жак Вильнёв (1996) и Хуан Пабло Монтойя (2001)).
- Самое большое количество очков в дебютном сезоне — 109.
- Наивысшее место в чемпионате для новичка (исключая сезон 1950) — 2-е (повторение результата Жака Вильнёва).
- Наибольшее число побед — 105[286][352][353].
- Наибольшее количество побед в сезоне среди британских гонщиков — 11 (2014, 2018 и 2019).
- Наибольшее количество поул-позиций — 104.
- Наибольшее число подиумов — 202.
- Самая продолжительная серия подиумов британского пилота: 16 (Гран-при Италии 2014 года — Гран-при Великобритании 2015 года) (предыдущим рекордом было 9 подиумов Джима Кларка: Гран-при Бельгии 1963 года — Гран-при ЮАР 1963 года).
- Наибольшее число дублей (поул и победа в одной гонке) — 59.
- Наибольшее количество набранных очков — 4971.5.
- Наибольшее число поул-позиций на разных Гран-при (только Формула-1) — 30.
- Наибольшее число поул-позиций на разных трассах (только Формула-1) — 30.
- Наибольшее число побед на разных трассах (только Формула-1) — 29.
- Наибольшее число титулов, завоёванных в одной команде (Mercedes) — 6.
- Наибольшее число быстрых кругов, поставленных в одной команде (Mercedes) — 55.
- Наибольшее число побед на одной трассе — 9 (Сильверстоун).

Хэмилтон также стал первым темнокожим пилотом в Формуле-1 (хотя был Уилли Ти Риббс, который тестировал болид в 1986 году) и стал первым темнокожим пилотом, кто смог одержать победу на трассе Индианаполис Мотор Спидвей в любой дисциплине. Также он стал третьим из самых молодых обладателей поул-позиций и четырнадцатым пилотом, кто смог финишировать на подиуме в дебютной гонке.
Во время Гран-при Европы 2007 года на Нюрбургринге Хэмилтон стал первым пилотом Формулы-1, чей болид был возвращён на трассу при помощи крана и продолжил участие в гонке, хотя было несколько пилотов, которые возвращались на трассу при помощи маршалов без механической помощи с опасных мест, например Михаэль Шумахер на Гран-при Европы 2003 года. После этого FIA запретила механическую помощь для возвращения болида на трассу.
Контракт Льюиса Хэмилтона с программой поддержки пилотов McLaren сделал его самым молодым пилотом, который получил гарантированное место в Формуле-1.
Хэмилтон стал первым гонщиком в истории, побеждавшим на 24 разных трассах.
Также Льюис стал первым и на конец 2021 года единственным гонщиком Формулы-1, кому удалось одерживать победы и устанавливать поул-позиции в 15 сезонах подряд, начиная с дебютного.
В декабре 2020 года Льюису присвоили звание рыцаря-бакалавра; церемония прошла в декабре 2021 года.

### Комментарии
1. 1 2 3 4 5 6 7  Лидировал на каждом круге гонки.
2. 1 2 3 4 5 6 7 8 9  Совершил «хет-трик»: стартовал с поул-позиции, показал быстрый круг в гонке и победил.
3. 1 2 3 4 5 6  Завоевал «большой шлем»: стартовал с поул-позиции, лидировал на финише каждого круга гонки и победил, показав при этом быстрый круг.
4. ↑  Получил дополнительные два очка за второе место в спринте.
5. ↑  В гонке пройдено менее 75% дистанции, поэтому начислена половина очков.
6. ↑  Получил дополнительное очко за восьмое место в спринте.
7. 1 2  Получил дополнительные шесть очков за третье место в спринте.
8. 1 2 3  Получил дополнительные два очка за седьмое место в спринте.
9. ↑  Получил дополнительные четыре очка за пятое место в спринте.
10. 1 2  Получил дополнительные семь очков за второе место в спринте.
11. 1 2 3  Получил дополнительные три очка за шестое место в спринте.
12. ↑  Получил дополнительные восемь очков за первое место в спринте.